# TEE

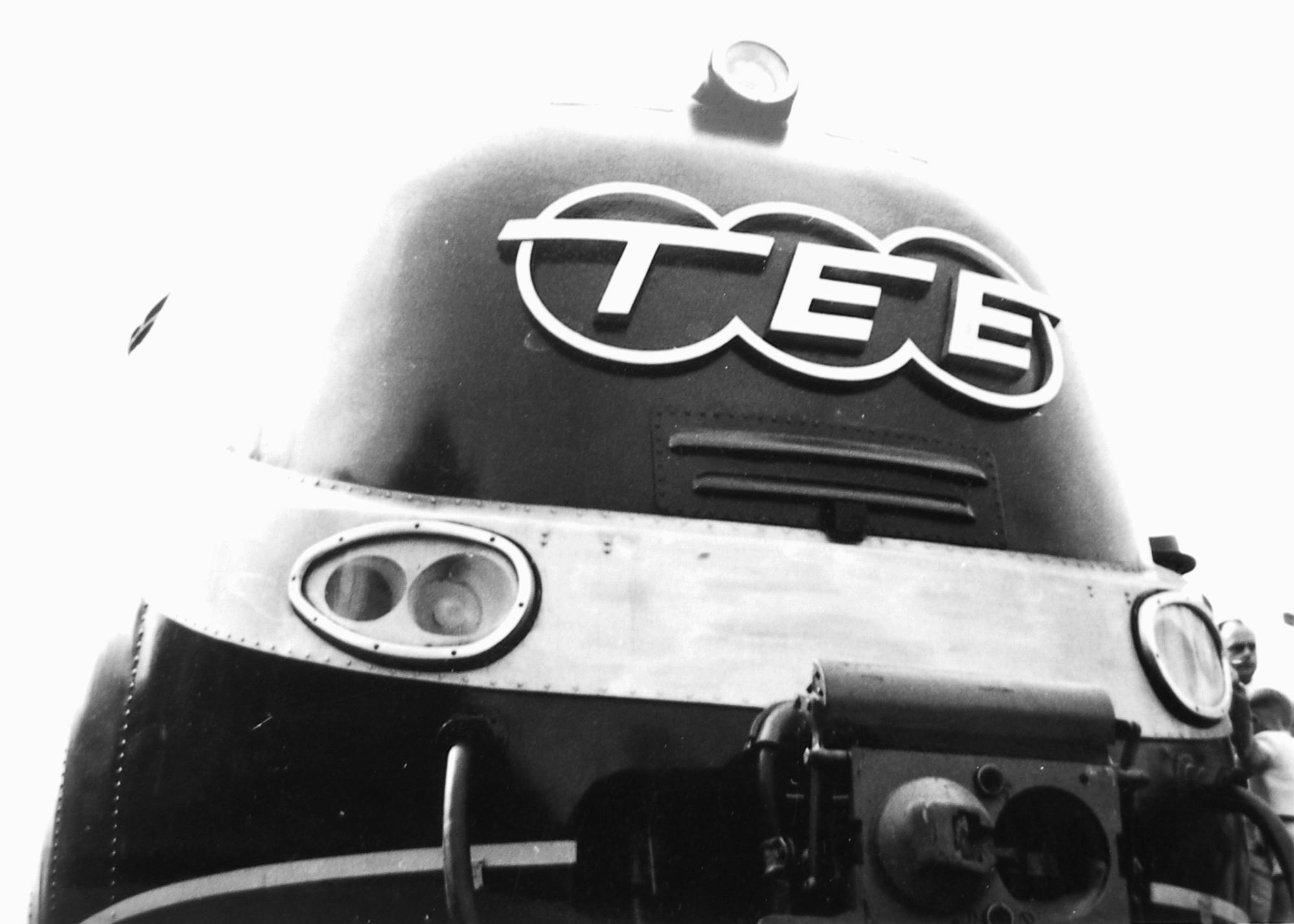
西ドイツのTEE車両 VT11.5型の前頭部

Trans Europ Express, 略称TEEは、1957年から西ヨーロッパで運行されていた列車の種別である。すべて一等車からなる昼行の国際列車で一定の条件を満たしたものがTEEとされたが、後に西ドイツ、フランス、イタリアでは国内発着の最優等列車もTEEとなった。TEEには原則として一往復ごとに個別の列車名がつけられていた。一等国際列車としてのTEEは1988年に全廃され、国内列車のTEEも1991年に廃止された。1993年に二等車を含む列車として復活するものの、これも1995年に廃止された。
日本語では「欧州特急」、「ヨーロッパ横断特急」、「ヨーロッパ国際特急」等と訳される。

## 特徴

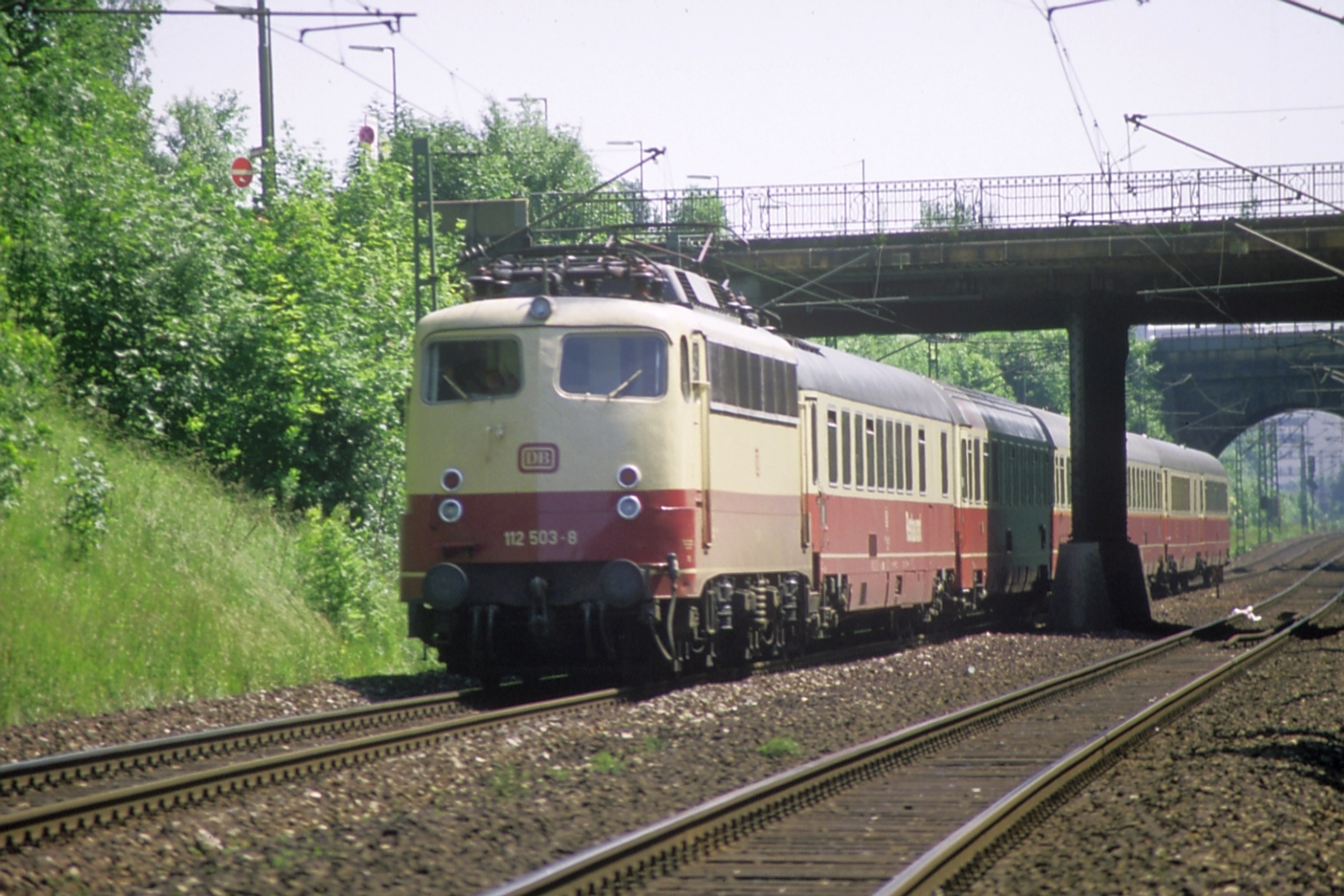
TEEラインゴルト（1986年）

TEEは本来、国際的に活動するビジネス客を主な対象として設定された列車である。また第二次世界大戦後に急速に発達した航空機や自動車に対抗できる速度や利便性、快適性を追求した列車でもある。
TEEでは出入国管理や税関検査などの手続きは、原則として走行中の車内で行なえるようになっており、国境駅での長時間停車は不要になった。また食堂車を連結するか、もしくは車内の厨房からケータリングサービスが行なわれた。列車によっては車内からの電話や秘書によるタイプセットなどのサービスが行なわれるものもあった。
ほとんどの系統でTEEは1日に1往復から2往復程度であり、早朝に始発駅を出て昼頃に終着駅に着き、逆向きの列車は夕方に発車して深夜に到着するというダイヤが組まれた。これはビジネス客の出張利用を想定し、午後を目的地での仕事に使えるようにしたためであり、昼間を列車の中で過ごすことはあまり想定されていない。
TEEの利用には各国鉄の一等運賃を合算したものに加え、TEE用の特急料金が必要であった。その額は1957年当時では1 kmあたり1.47金サンチームと定められており、実際にはこれを各国の通貨に換算した料金表が適用された。例えば西ドイツで発券される場合は225 km以下を4ドイツマルクとし、226 kmから275 kmまでは5マルクのように50 kmごとに1マルク加算された。なお、ビジネス客を主な対象としていたこともあり、小人料金の設定はなく、各種の割引制度もほとんどが適用されなかった。ただしユーレイルパスは利用可能であり、この場合、特別料金も不要であった。
TEEは一部の国内区間相互発着利用の場合を除いて、基本的に全車指定席であり、利用には予約が必要だった。予約業務のため、列車名や駅名、その他必要な用語について各国共通の電報略号と通信手順が定められていた。

## 歴史

### TEE以前の国際列車

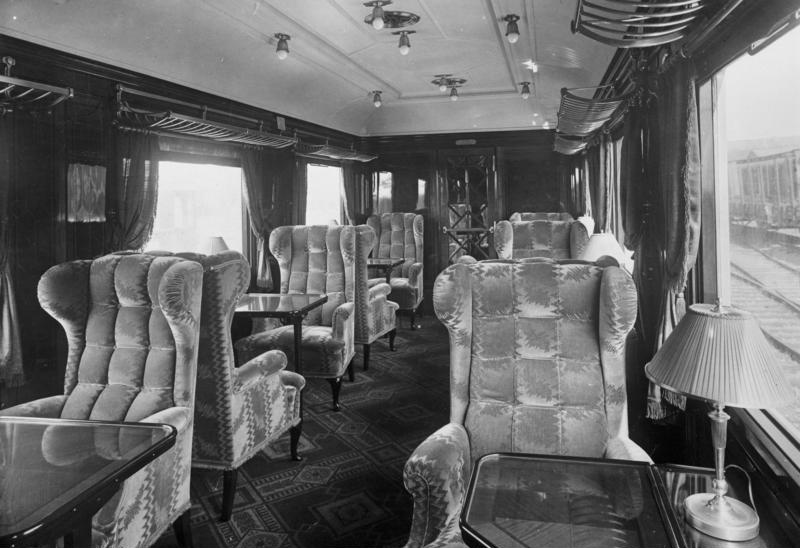
戦間期のラインゴルトの一等客車

ヨーロッパにおける国際列車の運行が本格化するのは1872年に国際寝台車会社（ワゴン・リ）が設立されてからである。1880年代から1890年代にはオリエント急行、北急行など多くの国際列車が生まれた。これらは主にワゴン・リ社の一等寝台車と食堂車で編成され、国境や主要駅で機関車や客車をつなぎ変えながら運行された。
第一次世界大戦後の1920年代には、こうした寝台列車のほか、サロン車（プルマン車）による昼行の国際列車も登場した。ワゴン・リ社によるエトワール・デュ・ノールやエーデルヴァイス、そのライバルであるミトローパ車によるラインゴルトなどが代表例であり、これらはTEEの時代まで名を残した。これらの列車は一等および二等の客車のみ（当時のヨーロッパは三等級制）で編成されていた。また、1930年代になるとドイツやイタリア、フランスでは、従来の蒸気機関車牽引の列車よりも高速な気動車や電車による優等列車も現れた。
第二次世界大戦によってヨーロッパの鉄道は壊滅的な打撃を受けたが、1950年代には戦前を上回る優等列車網が復活した。1953年、西ドイツでは12往復からなる気動車特急列車（Fernzug, F-Zug）網が誕生した。同じ年イタリアではETR300形特急電車（通称セッテベロ）が運行を始めた。
一方で、このころには鉄道は航空機や自動車との競争に晒されるようになった。また特急列車の利用客も変わり、ごく限られた上流階級のための列車に代わって、国際的に活動するビジネス客のための列車が求められるようになっていた。

### TEEの構想

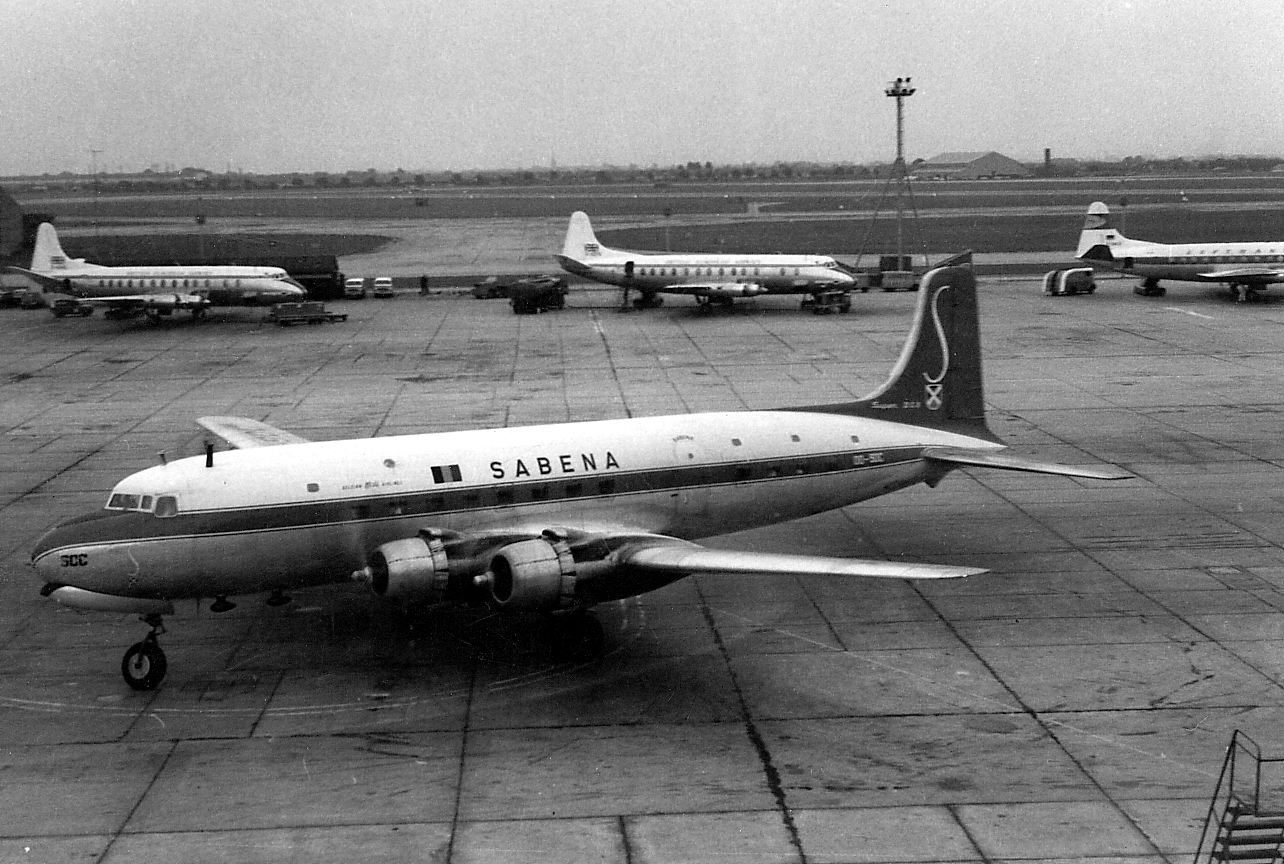
1950年代の主力旅客機の一つであるDC-6（サベナ航空機、1960年）

TEEの構想を提案したのはオランダ国鉄の総裁であったF.Q.デン・ホランダー(Frans den Hollander)である。彼は1953年10月30日の記者会見で、Europa Express（ヨーロッパ急行）という新たな国際列車を提唱した。これはすべて一等車からなる高速の気動車列車で、当時の旅客機と同等以上の内装を有し、国境で乗務員を交代することなく運行されるべきものとされた。
デン・ホランダーは、300 kmから500 km程度の距離では列車は航空機に所要時間の面で優位に立てると考えた。また、彼はこのころ国営航空会社KLMの役員も兼ねており、当時急速に発展していた航空業界のサービスを鉄道に取り入れようという意図もあった。一等専用としたのは、当時の航空運賃では二等旅客が航空機を選ぶことはないと考えられたためである。
デン・ホランダーの提案は国際鉄道連合で検討され、翌1954年10月にはヨーロッパ時刻表会議の議題となった。当初は国際寝台車会社をモデルに列車運行のための新会社を設立し、オランダの気動車を元にした共通車両を製作して使用するという構想であった。しかし各国間の調整がうまく行かず、以下の基準を満たした車両を各国鉄が製作し、共同運行することとした。
- 最高速度は140 km/h（平坦線）、また16パーミルの登り勾配でも70 km/h以上で走行可能であること。
- 軸重は18 t以下。
- 共通のブレーキシステムを備える。
- 乗り心地は最高の水準のものとし、客席の騒音も可能な限り抑える。
- 客席は一等車[注釈 3]のみとし、座席は最大で横3列（コンパートメント席の場合は1室6名、開放座席（中央通路）車の場合は通路を挟んで2列+1列）。
- 編成定員は100名から120名。
- 車内で温かい食事をとれること（食堂車を連結するか、客席へのケータリングサービスが可能）。
- 塗装はクリーム色ないしベージュ地に赤帯とし、前頭部に "TEE" のエンブレムを付ける。

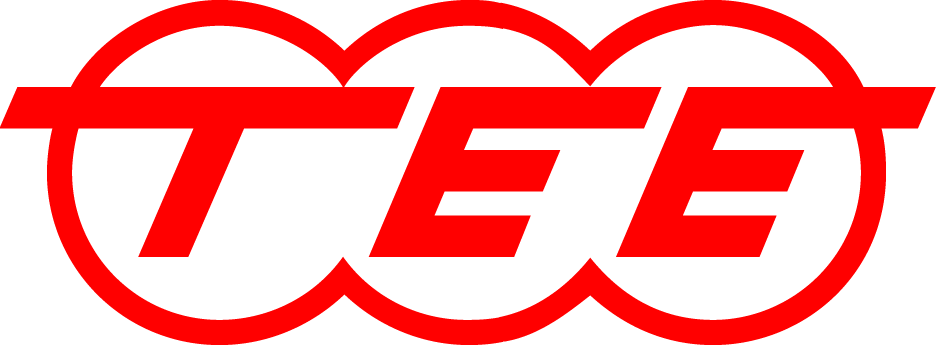
TEEのロゴマーク

また新列車の種別名はTrans Europ Express, 略称TEEと定められた。1954年時点で共同運行に参加を表明したのは以下の7か国の国鉄である。
- ベルギー国鉄
- ドイツ連邦鉄道（西ドイツ国鉄）
- フランス国鉄
- イタリア国鉄
- ルクセンブルク国鉄
- オランダ国鉄
- スイス連邦鉄道（スイス国鉄）

これらの国鉄により「TEE委員会」が組織された。その本部はデン・ハーグに置かれ、その下に技術、時刻表、営業の3つの専門委員会が設置された。TEE委員会の初代委員長にはデン・ホランダーが就任し、その後もオランダ国鉄の総裁がTEE委員長を兼任した。
オランダ国鉄とスイス国鉄はTEE用の気動車を共同で製作した。ベルギー国鉄とルクセンブルク国鉄はTEEのメンバーではあったが、車両は提供していない。
1956年のヨーロッパ時刻表会議において、翌1957年6月2日夏ダイヤ改正からTEEの運行を始めることが決まり、そのダイヤが承認された。また、この時までにオーストリア連邦鉄道（オーストリア国鉄）がTEEのメンバーに加わった。

### 初期の列車
1956年の時刻表会議で翌1957年の運行開始が決まったTEEは以下の12往復である。
| 列車名                                  | 区間                                          | 沿線国                                               | 距離    | 車両担当                 |
| --------------------------------------- | --------------------------------------------- | ---------------------------------------------------- | ------- | ------------------------ |
| アルバレート Arbalète                   | パリ（東駅） - チューリッヒ                   | フランス、スイス                                     | 615 km  | フランス国鉄             |
| エーデルヴァイス Edelweiss              | アムステルダム - チューリッヒ                 | オランダ、ベルギー、ルクセンブルク、フランス、スイス | 1004 km | オランダ国鉄・スイス国鉄 |
| エトワール・デュ・ノール Étoile du Nord | パリ（北駅） - アムステルダム                 | フランス、ベルギー、オランダ                         | 542 km  | オランダ国鉄・スイス国鉄 |
| ヘルヴェティア Helvetia                 | チューリッヒ - ハンブルク（アルトナ駅）       | スイス、西ドイツ                                     | 959 km  | 西ドイツ国鉄             |
| イル・ド・フランス Ile de France        | パリ（北駅） - アムステルダム                 | フランス、ベルギー、オランダ                         | 542 km  | フランス国鉄             |
| モン・スニ Mont Cenis                   | リヨン - ミラノ                               | フランス、イタリア                                   | 498 km  | フランス国鉄             |
| パリ・ルール Paris-Ruhr                 | パリ（北駅） - ドルトムント                   | フランス、ベルギー、西ドイツ                         | 615 km  | 西ドイツ国鉄             |
| オワゾ・ブルー Oiseau Bleu              | パリ（北駅） - ブリュッセル                   | フランス、ベルギー                                   | 312 km  | オランダ国鉄・スイス国鉄 |
| ライン・マイン Rhein-Main               | フランクフルト・アム・マイン - アムステルダム | 西ドイツ、オランダ                                   | 499 km  | 西ドイツ国鉄             |
| サフィール Saphir                       | ドルトムント - オーステンデ                   | 西ドイツ、ベルギー                                   | 470 km  | 西ドイツ国鉄             |
| リーグレ Ligure                         | ミラノ - マルセイユ                           | イタリア、フランス、モナコ                           | 553 km  | イタリア国鉄             |
| メディオラヌム Mediolanum               | ミラノ - ミュンヘン                           | イタリア、オーストリア、西ドイツ                     | 579 km  | イタリア国鉄             |

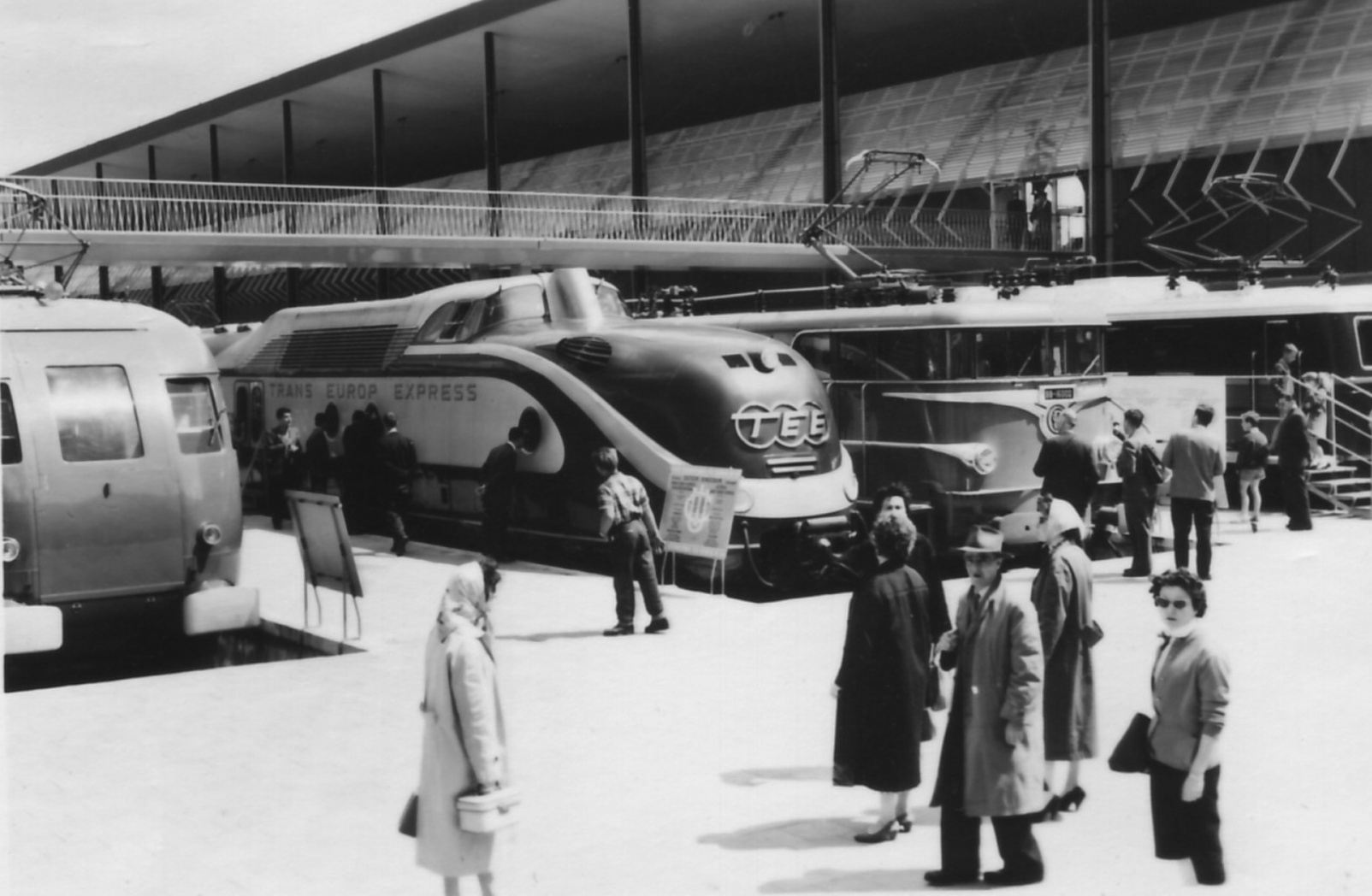
1958年のブリュッセル万国博覧会における車両展示

ただし、イタリア国鉄の気動車は製造が遅れてダイヤ改正に間に合わないため、リーグレ、メディオラヌムの2本については冬ダイヤ改正（9月29日）時まで運行開始を遅らせることとされた。このため6月2日に運行を始めたのは10往復である。実際にはリーグレは8月12日、メディオラヌムは10月15日に運行を始めた。また西ドイツ国鉄のTEE用気動車も製造が遅れ、当初は前世代の気動車による代走となった。
これらの列車のダイヤは、エーデルヴァイス、エトワール・デュ・ノール、ヘルヴェティアを除いては、一方向が早朝に発車し、逆向きの列車は夕方に発車するというものであり、「日帰り」利用が可能なように設定されていた。
これらに加え、1957年10月3日にはTEEパルジファル（パリ - ドルトムント、フランス国鉄車）が、1958年6月1日にはTEEレマノ（ミラノ - ジュネーヴ、イタリア国鉄車）が新設された。

### 動力の変遷

ヨーロッパ諸国の主な電化方式
直流750V
直流1500V
直流3000V
交流15kV 16 2/3Hz
交流25kV 50Hz
非電化

TEEは当初すべての列車が気動車列車であった。しかしスイス国鉄では、アルプス山脈やジュラ山脈の急勾配区間を越える列車では気動車では出力不足であり、強力な電車が必要であると考え、1957年以来国際列車用の電車の研究を行なっていた。一方で、西ヨーロッパでは主に以下の4通りの電化方式が混在していた。
- 直流 1,500 V : フランス（パリ以南）、オランダ
- 直流 3,000 V : ベルギー、イタリア
- 交流 15 kV 16 2/3 Hz : スイス、西ドイツ、オーストリア
- 交流 25 kV 50 Hz : フランス（1950年代以降の電化路線）

1961年、スイス国鉄はこれら4方式すべてに対応したRAe TEE II形電車を投入し、ゴッタルド、ティチーノ（ともにチューリッヒ - ミラノ）、シザルパン（パリ - ミラノ）の3往復の電車TEEが新設された。
1960年代には西ヨーロッパの主要幹線の電化が進み、スイス以外の各国鉄もTEEに電気動力を用いようとした。しかし構造が複雑で取り扱いの難しい交直両用電車は受け入れられず、電気機関車牽引の客車列車とし、必要に応じて機関車を交換しながら運行する方法が選ばれた。また、国境付近など電化されていない区間ではディーゼル機関車が用いられることもあった。
1963年9月1日、パリ - ブリュッセル間のTEEブラバントが初の電気機関車牽引のTEEとなった。
1964年以降フランス国鉄とベルギー国鉄は共同で開発したTEE用客車をパリ・ブリュッセル・アムステルダム系統のTEEに用いるようになった。後にスイス国鉄もフランスと同型の客車を保有するようになり、フランス国鉄所有車と混結してフランス・スイス間などのTEEに用いた。
西ドイツ国鉄では1962年にラインゴルト用に製造したのと同型の客車を増備し、TEEにも使用した。1965年3月1日にTEEヘルヴェティアが初の西ドイツ客車によるTEEとなった。
イタリア国鉄ではTEEに気動車を用い続けていたが、1960年代末になるとイタリアのTEE用気動車は冷房がないなど他国のTEE用客車と比べ見劣りし、もはやTEEにはふさわしくないとされるようになった。そこでイタリア国鉄も1969年にTEE客車の開発に着手した。1972年5月28日にTEEレマノが客車列車化され、1972年中にイタリア国鉄担当のTEEはすべて客車化された。
オランダ、ルクセンブルク、オーストリア、デンマークの各国鉄の客車はTEEには用いられていない。ただしルクセンブルクを除く各国の機関車はTEEの牽引に用いられた。
なお客車化によって余剰となったTEE用気動車を用いることにより、新たにTEEに格上げされた列車にディアマント（ドルトムント - アントウェルペン、西ドイツ国鉄車、1965年昇格）とバヴァリア（チューリッヒ - ミュンヘン、オランダ国鉄・スイス国鉄車、1969年昇格）がある。ただしこれらも後に客車列車化されている。
最後まで気動車列車として残ったTEEはエーデルヴァイスであるが、これも1974年5月26日に電車化され、気動車TEEは消滅した。

### 国内列車としてのTEE

1965年夏の西ドイツ（赤）およびフランス（青）の国内TEE

TEEは本来すべて国際列車であるが、1965年5月30日からは西ドイツとフランスでそれぞれの国内のみを走る最優等列車もTEEとされるようになった。このきっかけは国際特急列車(F-Zug)であったラインゴルトを新たにTEEにしようとしたことである。ラインゴルトはオランダ、西ドイツ、スイスの3ヶ国を走る国際列車で、一等車のみの編成であり、1962年以来使用されている車両もTEEに十分ふさわしいものであった。そこで1964年のTEE委員会で、西ドイツ、オランダ、スイスの3国鉄はラインゴルトをTEEとすることを提案した。ところが、ラインゴルトは途中のデュースブルクで西ドイツの国内特急列車ラインプファイル（ドルトムント - ミュンヘン）と客車のほぼ半数を入れ替えていた。そこで西ドイツ国鉄はラインプファイルも同時にTEEに加えられるべきであると主張した。これに対してフランス国鉄はル・ミストラル（パリ - ニース）もラインゴルトなどと同等の客車を用いており、TEEとされるべきであると主張した。委員会での交渉の結果、ラインプファイル、ル・ミストラルのほか、ラインゴルトと同型の客車が使われているブラウエル・エンツィアン（ハンブルク - ミュンヘン）もTEEに昇格することになり、3往復の国内TEEが誕生した。なお、イタリアで1953年から運転されていた電車特急セッテベロもTEEに加えることが検討されたが、特急料金が高すぎるとしてこのときは見送られた。
その後1970年にブラウエル・エンツィアンはオーストリアまで延長されて国際列車となった。また1971年9月27日のダイヤ改正で、西ドイツ国鉄はTEEと同等の客車を用いた国内優等列車であるインターシティを新設した（後述）。これによりラインプファイルはインターシティに種別を変更し、西ドイツ国内列車のTEEは一旦姿を消した。
フランスでは、1969年にル・ミストラルを補完する国内TEEとしてル・リヨネ（パリ - リヨン）が新設され、1970年からはそのほかの幹線にも国内TEEが次々と誕生した。最盛期には、国際TEEと合わせると、パリを起点に放射状に広がる幹線のほぼ全てにTEEが運行されていた。
またイタリアでも、1973年から国内の優等列車の一部がTEEとされるようになった。これらは前年に国際TEEに投入した客車を改良した新型客車「グラン・コンフォルト」を用いていた。1974年にはセッテベロもTEEとなった。

### 高速化
TEEの最高速度は1957年当時はすべて140 km/hであったが、電車や電気機関車を用いることにより1960年代には160 km/h程度まで向上した。
1960年代後半には日本の新幹線の影響を受けてヨーロッパでも鉄道の高速化に関心が高まった。ヨーロッパ初の200 km/h運転は1965年に西ドイツ国鉄が試験的に行なったものであるが、恒久的に行なわれたものとしては1967年のル・キャピトール（パリ - トゥールーズ）からとなる。この列車は1970年にTEEに昇格した。
1970年代にはフランスや西ドイツの多くの路線でTEEの最高速度が200 km/hに引き上げられた。中でもパリ - ボルドー間のTEEアキテーヌ、エタンダールは表定速度が151.5 kmに達し、TGV以前のヨーロッパでは最も速い列車であった。

### ネットワークの拡大
1969年6月1日のTEEカタラン・タルゴ（バルセロナ - ジュネーヴ）の運行開始により、レンフェ（スペイン国鉄）が新たにTEEの運営に加わった。また、1974年5月26日にはシュトゥットガルトとコペンハーゲンを渡り鳥コース経由で結ぶTEEメルクールが誕生し、デンマーク国鉄もTEEに加わった。これによりTEEの走る国は11ヶ国（モナコを含む）となった。
なお、1971年5月23日からヨーロッパでの列車番号の付け方に関する規則が改められ、1から99までの2桁以下の番号はTEE専用となった。また西ドイツを経由するTEEの中には、このとき列車番号が奇数の向きと偶数の向きが反転したものもある。
TEEの列車数が最大に達したのは1974年 - 75年の冬ダイヤ期間である。この時期は45往復（臨時列車を除く）のTEEが運行されていた。うち30往復が国際列車、15往復がフランスとイタリアの国内列車であった。

### インターシティの登場

1971年の西ドイツのインターシティ網。点線は西ドイツに乗り入れるTEE。

1971年9月26日、西ドイツ国鉄はインターシティという新たな優等列車を導入した。インターシティは全て一等車からなり、車両はTEE用の客車、あるいは気動車と同一のもので、停車駅や速度も同区間のTEEと同等のものである。その意味では「国内版TEE」とも呼べるものであった。
しかしダイヤの設定に関する思想は従来のTEEとは大きく異なっていた。TEEは一つの系統につき一日一往復か二往復程度しか運行されておらず、「日帰り利用」を意識したために早朝や夕方以降の時間に偏る傾向があった。これに対しインターシティは4つの系統で約2時間間隔のパターンダイヤを採用した。また主要駅では異系統のインターシティを相互に乗り換えられるようになっていた。
国際列車であるTEEも、西ドイツ国内のインターシティ路線と重複する部分ではインターシティ網の一部を担うものと位置づけられた。このため一部のTEEでは2時間間隔のパターンに合わせるため時刻や経路が修正された。また西ドイツ国鉄の客車・気動車を使うTEEは原則としてインターシティと共通の車両とされ、一日の走行距離を均等にするために複数のTEEやインターシティを組み合わせた複雑な運用が行なわれた。

### 一二等列車への転換
1970年代になると国際列車の利用者も大衆化し、二等車の需要が増えるのと引き替えに、一等車のみのTEEは利用が衰え始めた。このため1975年のTEEゲーテ（パリ - フランクフルト・アム・マイン）の廃止以降、廃止あるいは二等車を含む特急・急行に格下げされるTEEが現れた。
西ドイツのインターシティも1976年以降一部の列車に二等車を連結するようになり、1979年5月27日から全てのインターシティが二等車を含むようになった。この影響でインターシティ網の一部を担っていたTEEの多くも、1978年から1979年にかけて二等車を連結してTEEでなくなった。一方で、少数ながら残った西ドイツ国内の一等車専用の優等列車が新たにTEEに加わり、7往復の西ドイツ国内TEE（国際列車から国内列車に変更されたローラントを含む）が生まれた。これにより西ドイツ、フランス、イタリアの国内TEEの総数が国際TEEの数を上回るようになった。ただし、西ドイツの国内TEEは数年以内に全て廃止、あるいは二等車を含むインターシティに変更された。
1980年6月1日からは西ヨーロッパの国際列車に対してもインターシティという種別が用いられることになり、二等車を含むようになっていた元TEEの多くが国際インターシティとなった。その後もTEEの廃止やインターシティへの変更は続いた。
1978年のメルクールのインターシティ化によりデンマークに乗り入れるTEEがなくなり、1981年にはルクセンブルク、1982年にはスペインおよびモナコから、さらに1984年にはオーストリアからもTEEが姿を消した。

### 終焉
1987年5月31日、ヨーロッパの国際列車の新たな種別としてユーロシティが誕生し、元TEEであった国際インターシティの多くはユーロシティとなった。この時のダイヤ改正でTEEラインゴルト（アムステルダム - バーゼル）が廃止され、TEEイル・ド・フランス、ルーベンス（ともに パリ - ブリュッセル） はユーロシティに変更された。なおユーロシティは二等車を含むのが原則であったが、イル・ド・フランスとルーベンスは1993年までTEE時代と同じ一等車のみの編成であった。
また、イタリアの国内列車のTEEもこの時全てインターシティに置き換えられて廃止された。これによりTEEとして残っているのはゴッタルド（チューリッヒ - ミラノ）とフランス国内の4往復のみとなった。
ゴッタルドは1988年9月25日のダイヤ改正をもってユーロシティに種別変更され、「一等車のみからなる国際列車」としてのTEEは消滅した。フランス国内のTEEも次々と二等車を含むコライユまたはTGVに置き換えられた。
最後までTEEとして残ったのはパリとトゥールコワンをリール経由で結んでいた一往復（トゥールコワン行がフェデルブ、パリ行がヴァトー）であるが、これも1991年5月31日の運行を最後に廃止された。
なお、1982年から1993年までフランクフルト空港とボン、ケルンおよびデュッセルドルフを結ぶルフトハンザ・エアポート・エクスプレスという列車が存在した。この列車はTEEとして承認されたものではなく、ルフトハンザドイツ航空の利用者専用であり、鉄道の時刻表にも掲載されていなかった。しかし、西ドイツ国鉄はこれにTEEとしての列車番号を付けて運行した。使用した車両は一等車専用であった時代のインターシティ用電車、すなわちTEEと同等とされる設備を持ったものであり、2日のみではあるが正規のTEEに使用されたこともあった。

### ノンストップ列車としての復活
1993年5月23日（LGV北線部分開業と同日）から、フランス国鉄とベルギー国鉄はパリ - ブリュッセル間を途中駅無停車で結ぶ列車4往復をTEEとし、列車種別としてのTEEが2年ぶりに復活した。ただしこれらのTEEはかつてと異なり、一等車と二等車の双方を連結していた。これらの列車にTEEの種別名を用いたのはマーケティング上の理由によるものである。当時パリ - ブリュッセル間の列車は航空機との競争にさらされていた。このころ「ユーロシティ」の種別は陳腐化してしまっていたため、よりイメージの良い"TEE"の名称を用いたのである。
1995年1月23日、パリ - ブリュッセル間のTGV運転開始と引き替えにTEEのうち3往復が廃止され、ブリュッセル行イル・ド・フランス(TEE 85)とパリ行ヴァトー(TEE 88)のみが残った。この一往復も1995年5月26日の運行を最後に廃止された。この日20時01分にブリュッセル南駅に到着したイル・ド・フランスが史上最後のTEEとなった。

### TEEの功績と、21世紀のTEE

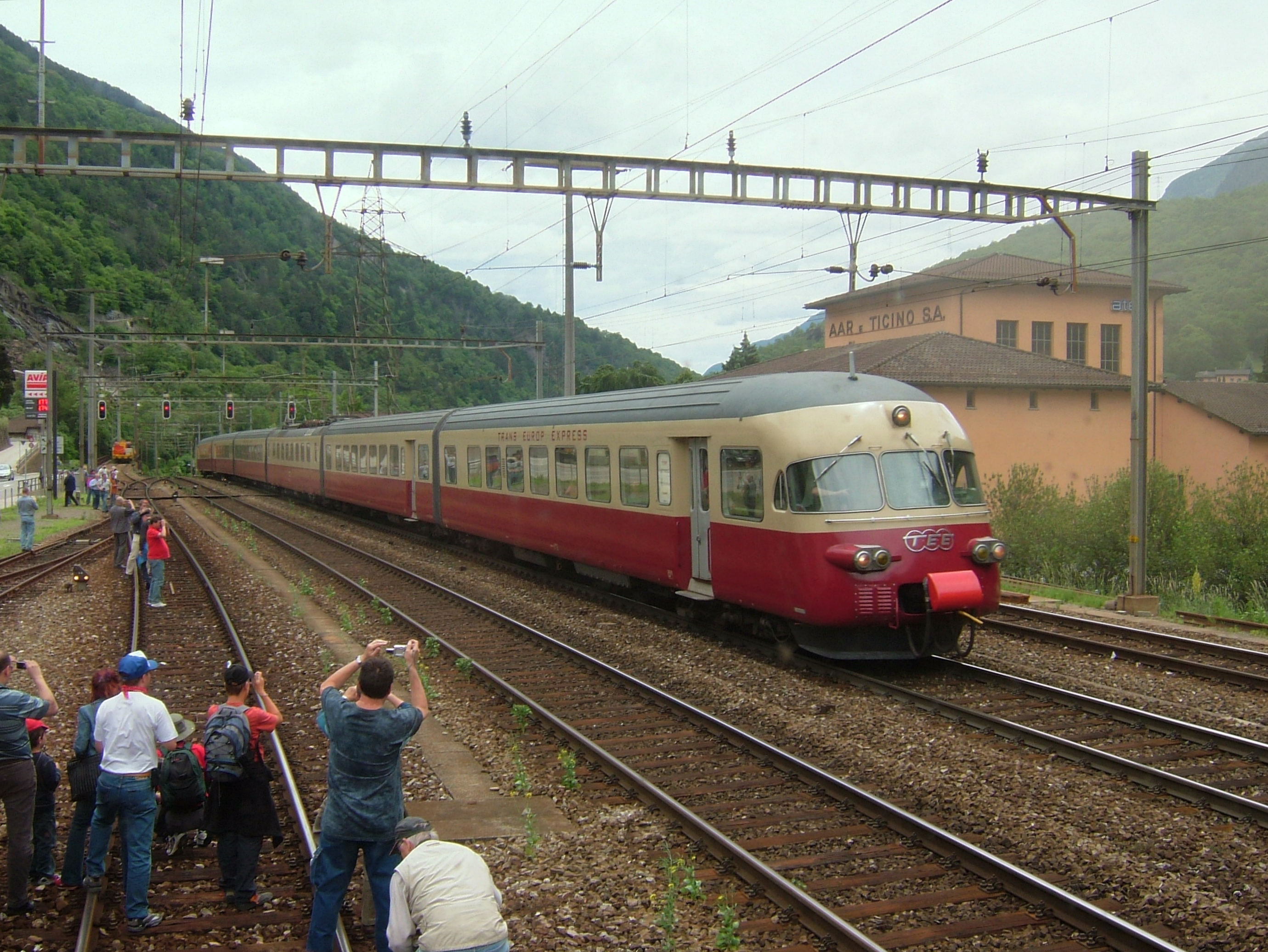
観光列車として運行される元TEE車両（2007年）

TEEが本来の目的を果たした期間は決して長くはなかったが、ビジネスユーザをターゲットとしたその上質なサービスは、鉄道におけるサービスレベルの向上に貢献した。また、各国が競ってサービス向上に努めたことも特筆されよう。これらの要素は、後のインターシティや、現在の高速鉄道にも引き継がれている。
そのため、ヨーロッパの鉄道趣味界では、TEEなき後も、それに対する思い入れが強い。2007年は、TEEが運転を開始してちょうど半世紀が経過した年であるが、既にTEEとして運転されている列車は皆無であるにもかかわらず、当時の車輌によるイベント列車を初めとして、50周年記念行事や、出版物の発行が行われている。
一方、2000年には、中欧3カ国の鉄道事業者であるドイツ鉄道・スイス連邦鉄道・オーストリア連邦鉄道により、"TEE Rail Alliance" と呼ばれる組織が結成されている。20世紀末から急速に発展している航空連合に対抗する意味もあり、この3ヶ国を相互に結ぶ列車に対し、統合されたサービスを提供することを目標としている（類似の組織としては、欧州の高速鉄道事業者連合 "Railteam" がある）。

### 年表
個別の列車の新設、廃止、区間変更等については後の#TEE列車一覧節および各列車の記事を参照。
- 1953年10月30日 : オランダ国鉄のデン・ホランダー総裁が"Europa Express"の構想を発表。
- 1954年 : TEEの基本構想がまとまる。
- 1957年6月2日 : TEE10往復の運行を開始。当初はオランダ、ベルギー、ルクセンブルク、フランス、西ドイツ、スイス、イタリアの7ヶ国で運行。
- 1958年10月15日 : オーストリアを経由するTEEが新設される。
- 1961年7月1日 : 電車によるTEEの運行を開始。
- 1963年9月1日 : 電気機関車牽引の客車によるTEEの運行を開始。
- 1965年5月30日 : 西ドイツとフランスで国内TEEの運行を開始。
- 1969年6月1日 : スペインにTEEが乗り入れる。
- 1971年5月23日 : 列車番号の付番規則改訂により、1-99はTEE専用となる。
- 1971年9月26日 : 西ドイツでインターシティの運行開始。西ドイツの国内TEEが消滅。
- 1973年6月3日 : イタリアで国内TEEの運行開始。
- 1974年5月26日 : デンマークにTEEが乗り入れる。気動車TEE全廃。
- 1974年9月28日 : TEEの列車数が最大（45往復）に達する。
- 1978年5月28日 : 西ドイツの国内TEEが復活。デンマークからTEEが消滅。
- 1979年5月27日 : 西ドイツのインターシティがすべて二等車を連結するようになる。
- 1981年5月31日 : ルクセンブルクを経由するTEEが消滅。
- 1982年5月23日 : スペインからTEEが消滅。
- 1983年5月28日 : 西ドイツの国内TEE全廃。
- 1984年6月3日 : オーストリアを経由するTEEが消滅。
- 1987年5月31日 : ユーロシティ創設。オランダ、ベルギー、西ドイツからTEE全廃。またイタリアの国内TEE全廃。
- 1988年9月25日 : 国際TEE全廃により、スイス、イタリアからTEEが消滅。
- 1991年6月1日 : フランスの国内TEE廃止により、TEEが一旦全て廃止される。
- 1993年5月23日 : パリ - ブリュッセル間で二等車を含むTEEの運行を開始。
- 1995年5月27日 : 最後のTEEが廃止される。
- 2020年9月21日:ドイツが「新世代のTEE」 - Trans Europe Express TEE2.0 ネットワークを提案[72][73]。

短期的に提案されるルートは以下の通り。
- アムステルダム - パリ - バルセロナ
- ブリュッセル - ベルリン - ワルシャワ
- アムステルダム - フランクフルト - チューリッヒ - ローマ
- バルセロナ - フランクフルト - ベルリン

ブレンナーベーストンネル（オーストリア・イタリア間）、フェーマルンリンク（デンマーク・ドイツ間）や、新しいドイツのシュトゥットガルト＝ウルム高速線など、新しい路線の完成によって提案がなされている日中の高速TEE2.0の計画には以下のものが含まれる。
- ストックホルム - ハンブルク - パリ
- ストックホルム - ベルリン - ミュンヘン
- ローマ - ヴェローナ - ミュンヘン - ベルリン
- パリ - ミュンヘン - ブダペスト

### 路線網の変遷

1957年夏
1961年夏
1965年夏
1971-72年冬
1974-75年冬
1979年夏
1984年夏
1987年夏

## TEEに使用された主な車両

### 内燃動車

#### VT11.5型→VT601型 （西ドイツ国鉄）

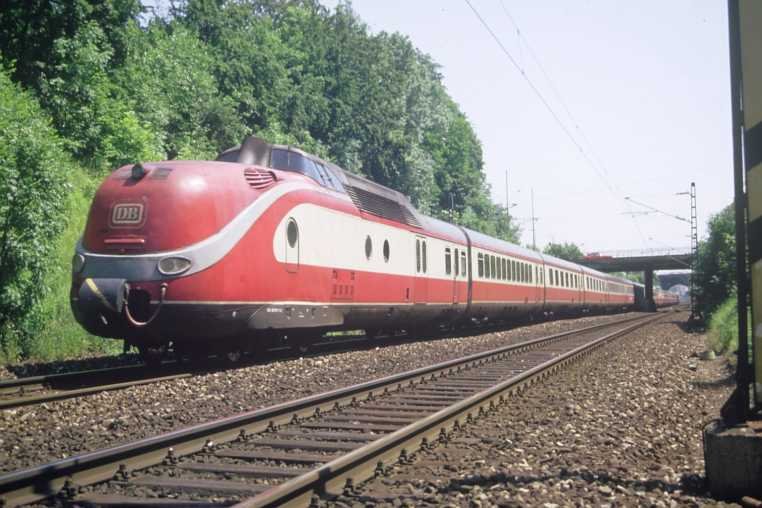
VT601型 1986年（TEE引退後）

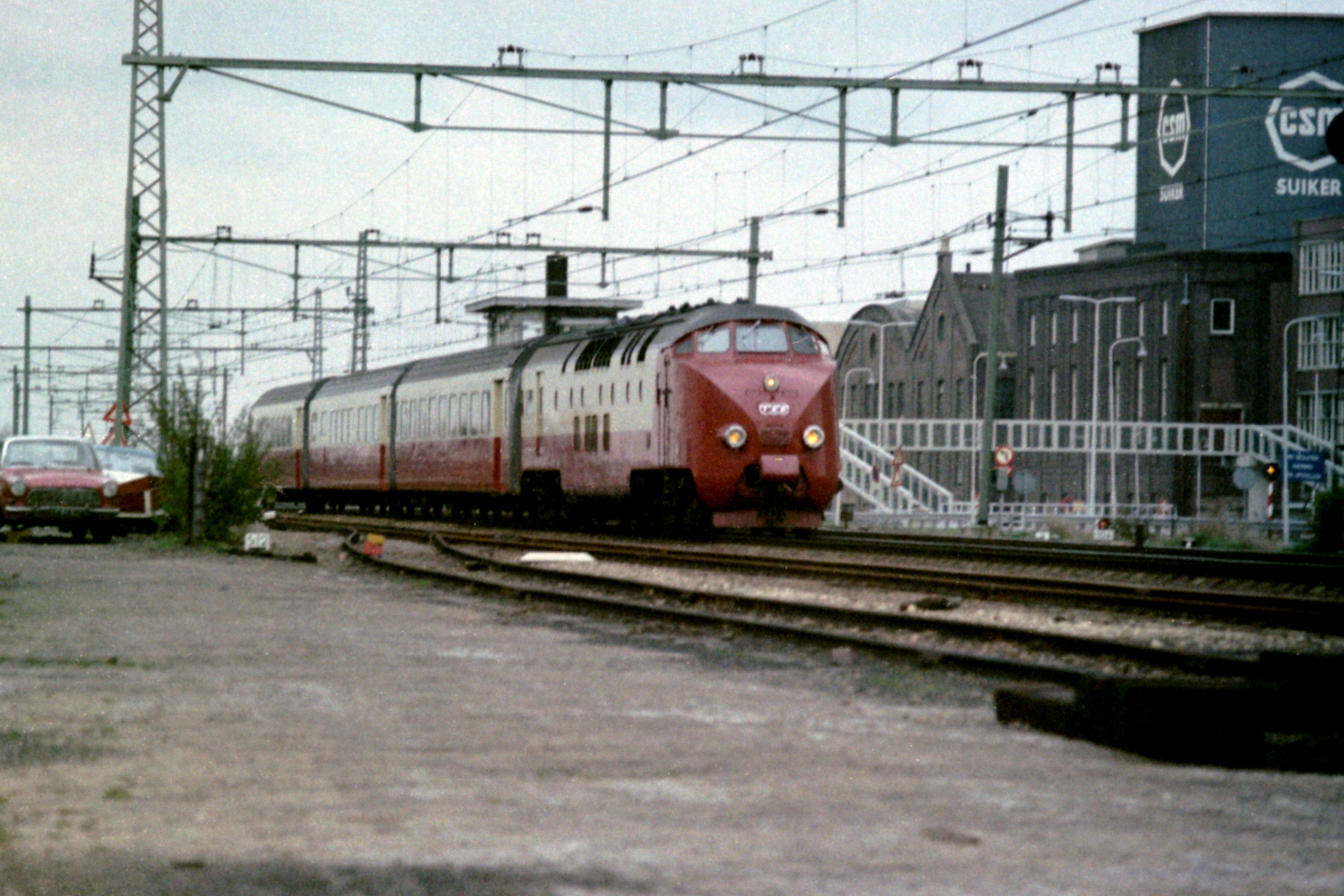
TEE エーデルヴァイス（1973年）

1957年のTEE運転開始時に製造された、液体式ディーゼル動車。7両編成、全長130.7mで両端の車両が動力車。出力は1,100PS×2 = 2,200PS。最高速度は140km/h。ボンネットスタイルが特徴。TEEには1973年まで使われ、一方1968年から1979年までは国内特急（F-Zug、インターシティ）に投入され、そして晩年は波動輸送用となる。インターシティでは160km/h運転を行うため、一部の動力車は2,200PSのガスタービンエンジンに換装されてVT602型となり、編成の片側の動力車に連結された（1982年廃車）。東西ドイツ統一直前の1990年8月から、わずか2ヶ月間ではあるが、ベルリンとハンブルクを結ぶインターシティ「マックス・リーバーマン」にも使用され、「フリーゲンダー・ハンブルガーの再来」とも言われた（運営は東ドイツ国鉄が実施。東ドイツ国鉄としては最初で最後のインターシティでもある）。現在はイベント用に保存。TEEでは「ライン・マイン」「サフィール」「ヘルヴェティア」「パリ-ルール」「パルジファル」「メディオラヌム」の各列車に使用された。

#### VT07.5型・VT08.5型 （西ドイツ国鉄）

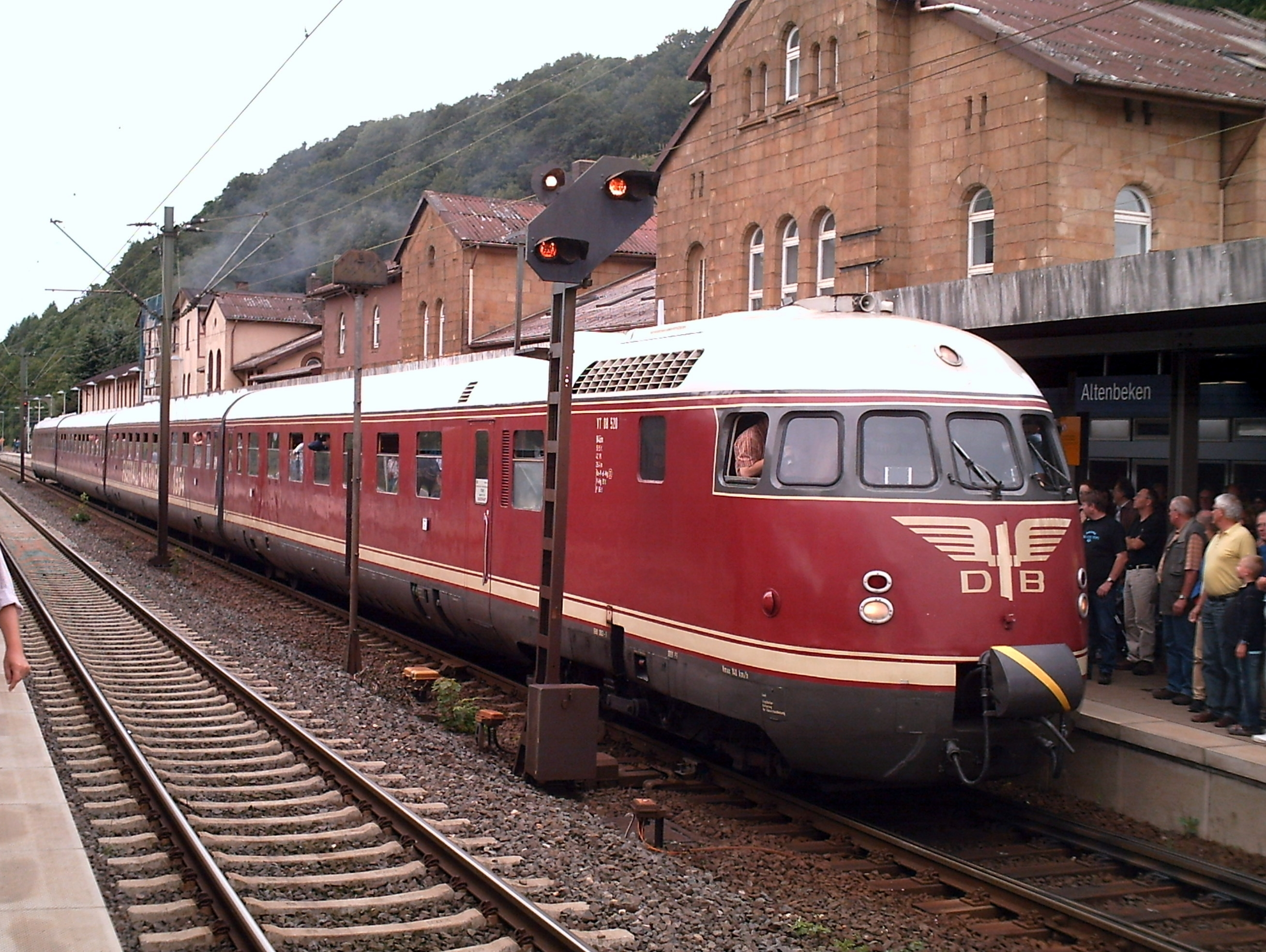
VT08.5型

1957年のTEE運転開始時には、前述のVT11.5型の落成が遅れ、必要編成数を確保できなかった。そのため、運転開始後の短期間ながら、1950年代に製造され、既に西ドイツ国内で運用されていた特急用気動車であるVT07.5型（1951年製）・VT08.5型（1952年製、後の608型）がTEEとして運用された。VT11.5型の増備に伴い順次置き換えられたが、過渡期にはVT11.5型とVT08.5型の併結もあった。

#### X2700型 (RGP 825(RGP1))（フランス国鉄）
1957年のTEE運転開始時に製造された、825PSの液体式ディーゼル動車で、最高速度は140km/h。X2700型そのものは、在来型の長距離列車用の気動車 (600PS:RGP2) であったが、その一部編成 (2771 - 2781) をTEE仕様として製造し、営業運転に備えた。この気動車は動力車（流線型）と制御車（半流線型）の2両編成でユニットとなり、このユニットを2つ連結して4両編成で運用される場合が多く、制御車の先頭部分には貫通幌が内蔵され、運転台周りは非常に凝った造作となっていた。また、各編成でヘッドライトの位置や形状にバラエティがある。現在はすでに引退、車体は更新されて近郊型の気動車に生まれ変わっている。TEEでは「モン・スニ」「アルバレート」「パルジファル」「イル＝ド＝フランス」「パリ・ルール」に使用された。このTEE用編成には厨房が設置され供食サービスは行われたものの、食堂車の連結はなく、座席も他国の専用車両に比較してやや見劣りがしたためか、1965年までと比較的使用期間は短かった。

#### DE4 (1000) 型 （オランダ国鉄） / RAm TEEI形 （スイス国鉄）
1957年のTEE運転開始時に製造された、電気式ディーゼル動車。4両編成の一端が動力車で、他端は客車に運転台を付けた制御車。2ヶ国の国鉄で共同開発され、動力車をオランダが、客車をスイスが製造し、両国鉄が同一仕様の車両を所有、運用した。運行開始当初は「エーデルヴァイス」「エトワール・デュ・ノール」「オワゾ・ブルー」に使用された。
なおこの形式は事故で1編成が廃車されている。1974年までTEEに使われて引退した後、カナダのオンタリオ・ノースランド鉄道に譲渡されてトロント - コクレーン間の特急列車「ノースランダー」に1977年から1992年まで使用された。その後さまざまな曲折を経て、制御車2両と中間車3両の計5両が2006年にオランダに里帰りしている。

#### ALn442+ALn448（イタリア国鉄）
1957年のTEE運転開始時に製造された、機械式ディーゼル動車。2両編成ながら、1両の長さが約28mあり、供食設備も有していた。この気動車はTEE車両としては唯一床下機関を持つ車両で、客室床も他の客車より高い設計だった。また、空調装置は装備していなかった。通常は2両で運用されたが、TEE以外の運用では中間に付随車を連結し3両で運転されることもあった。1972年までTEEとして使用後、ALn442は厨房を撤去してALn460に改称し、国内特急列車に1982年まで使用された。現役当時は、「リーグレ(列車)」「レマノ」「メディオラヌム」「モン・スニ」に使用された。最高速度は140km/h。

#### 仕様一覧
| 所属 | 所属               | フランス国鉄            | オランダ国鉄 スイス国鉄         | 西ドイツ国鉄                  | イタリア国鉄    |
| 形式名（車両番号） | 形式名（車両番号） | X2700/XRS7700 (RGP 825) | DE 1001 - 1003 RAm TEE 501, 502 | VT 11.5                       | ALn442-448      |
| --- | ------------------ | ----------------------- | ------------------------------- | ----------------------------- | --------------- |
| 基本編成 | 基本編成           | 2両（最大3両） D-TC     | 4両 D-T-T-TC                    | 7両（最大10両） D-T-T-T-T-T-D | 2両 D-D         |
| 製造数 | 製造数             | 動力車9両、制御車11両   | 5編成                           | 8編成 動力車19両、付随車48両  | 9編成           |
| 製造開始 | 製造開始           | 1956年                  | 1957年                          | 1957年                        | 1957年          |
| 編成長 | 編成長             | 52.16m                  | 98.06m                          | 139.56m                       | 56.15m          |
| 編成質量 | 編成質量           | 84t                     | 225t                            | 214t                          | 105t            |
| 編成出力 | 編成出力           | 605kW                   | 735kW×2                         | 810kW×2                       | 360kW×2         |
| 動力伝達方式 | 動力伝達方式       | 液体式                  | 電気式                          | 液体式                        | 機械式          |
| 最高速度 | 最高速度           | 140km/h                 | 140km/h                         | 140km/h                       | 140km/h         |
| 編成定員 | コンパートメント   | 0                       | 54                              | 72                            | 0               |
| 編成定員 | 開放座席           | 81                      | 60                              | 50                            | 90              |
| 編成定員 | 計                 | 81                      | 114                             | 122                           | 90              |
| 食堂車 | 食堂車             | 無                      | 32席                            | 46席（＋バー7席）             | 無              |
| 空調設備 | 空調設備           | 無                      | 有                              | 有                            | 無              |
| TEEでの使用期間 | TEEでの使用期間    | 1957年 - 1965年         | 1957年 - 1974年                 | 1957年 - 1972年               | 1957年 - 1972年 |
| 出典は特記ない限りKoschinski 2007, p. 71による。データは製造時のもので、編成に関するデータは最小の基本編成のもの。 1. 2. |                    |                         |                                 |                               |                 |

### 電車

#### RAe TEEII(1050) 形→RABe EC形 （スイス国鉄）

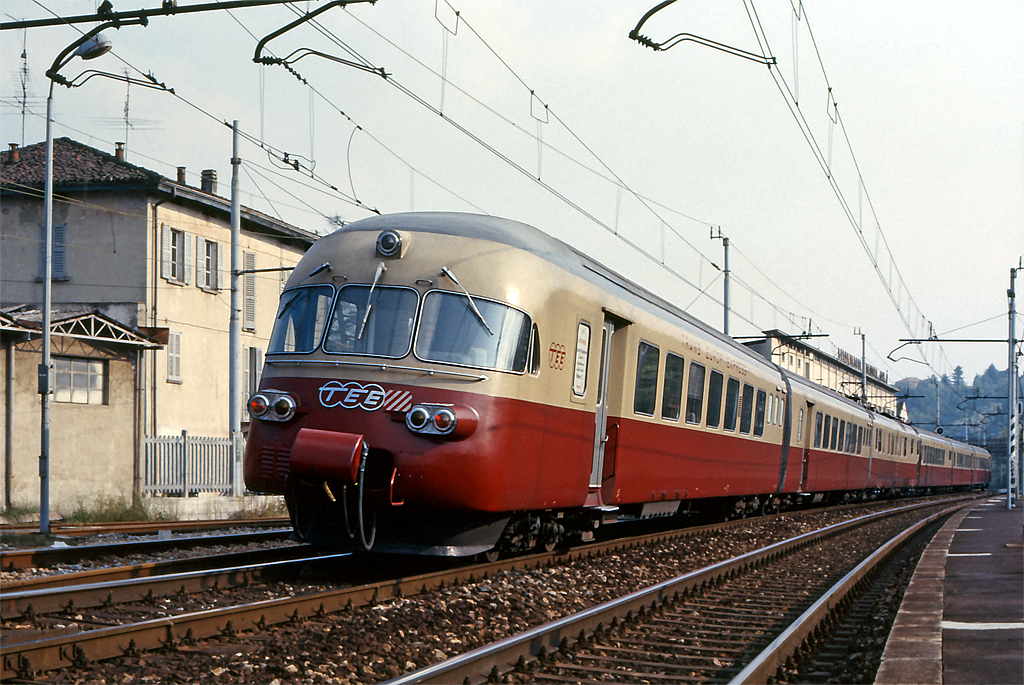
RAe TEEII型（1988年）

TEE専用として製造されたものとしては最初の電車で、1961年製。4電気方式（直流1.5kV、直流3kV、交流15kV16 2/3Hz、交流25kV50Hz）に対応。クリーム色と紅色のTEE色。6両編成（登場当時は5両編成）だが、中間の1両に動力や機器を集中させており、電源や架線の仕様の違いに対応した4つの集電装置を持ち、室内の約半分が機器室（残りは厨房と乗務員事務室）となっている。この中間電動車はいわば機関車といえるもので、出力は594kW×4 = 2376kW、クイル式駆動で台車も3軸ボギー（中央軸は無動力車軸）となっており、日本の電車の感覚とは程遠いものがある。最高速度は160km/h。1989年以降はユーロシティ用となり、一部座席が2等車に改装され、灰色のツートンカラーとなった。既に営業運転からは引退したが、1編成は登場当時の姿に復元され、企画列車として主にかつての「ゴッタルド」のダイヤで運転されている。TEEでは、「シザルパン」「ゴッタルド」「ティチーノ」「エーデルヴァイス」「イリス」の各列車に使用されていた。

#### ETR300型 （イタリア国鉄）
1953年に製造された曲線美あふれる優美な電車。車体はライトグレーと緑に塗装され、先頭スカート部の赤色がアクセントであった。それまでの特急用電車であったETR200型の発展型といえるこの電車は、2+3+2の3ユニットの7両編成で、カルダン駆動。各ユニットは連接構造になっている。運転席を2階に上げ、先頭部1階を展望スペースとした最初の本格的な長距離電車でもあった。このデザインは、その後日本の名鉄パノラマカーや、小田急3100形「NSE」に多大な影響を与えた。当初は2編成が製造され、その後第3編成が増備された。全3編成のうち第1・第3編成は引退後に解体されたが、第2編成のみは電車基地に留置されている。この電車は、日本には『ベスビアス特急』という文化映画で紹介され、イタリアを代表する電車として、日本にも知られることになった。ローマ - ミラノ間の運転で元々はTEE列車ではなかったが、国内列車もTEEに組み込まれるようになってからは、そのままTEE列車「セッテベロ」として運用された。この時点で台車の交換、ヘッドライトの強化などを行い200Km/h運転に対応した（試運転では240km/hを記録）。全長165.5m、定員160名（登場時）、自重301t、出力は180kW×12 = 2,160kW。

#### 403形 （西ドイツ国鉄）

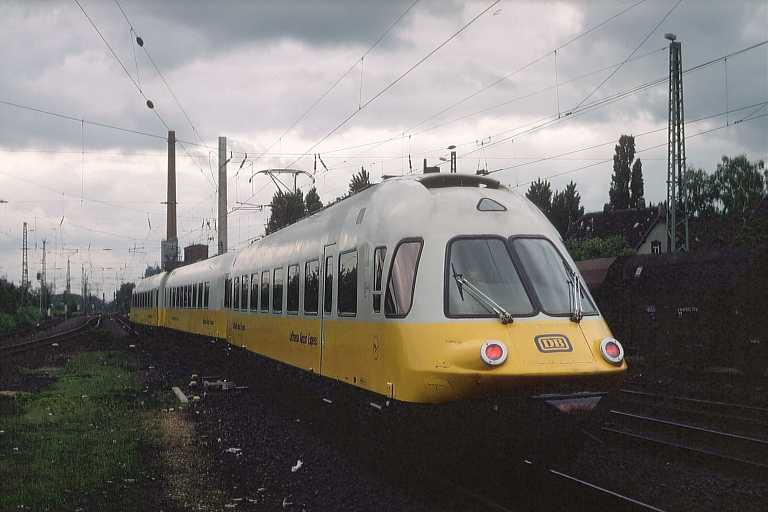
403形 1993年

もともとは国内のインターシティ用として1973年に製造されたが、1979年の夏ダイヤからインターシティへの二等車連結により定期運用を失い、団体列車としての使用の傍ら1981年2月に国内TEE「ゲーテ」で一時的に使用された。1982年からはルフトハンザ・エアポート・エクスプレス用に改装されて運用された。ルフトハンザ・エアポート・エクスプレスは航空機のチケットで乗車する列車で、正規のTEEではなかったが、西ドイツ国鉄ではTEEと同格に扱われた。4両編成で、その風貌から「ドナルドダック」と呼ばれた。1993年運転終了。最高速度は200km/h。

### 客車

#### フランス国鉄車

##### DEVステンレス客車
1950年代にフランス国鉄の客車研究部(Division des études des voitures, DEV)の設計した客車。車体をアメリカ合衆国バッド社のライセンスで製造したステンレス製とすることで、従来の客車より軽量化されている。
1956年にパリ - ニース間の特急列車「ル・ミストラル」向けに製造された車両は「ミストラル1956形」とも呼ばれ、一等コンパートメント車とコンパートメント・バー合造車からなる。最高速度は160km/h。1965年のミストラルのTEE昇格とともにTEEの車両となった。ステンレス製であるためTEEの標準色とは異なり、車体は無塗装で窓の上に細い赤帯と"TRANS EUROP EXPRESS"の金文字が入る。
1969年にミストラルに新型車両が投入されてからはアルバレート（パリ - チューリッヒ）やゲーテ（パリ - フランクフルト・アム・マイン）に転用されたが、このころには新型のTEE用客車と比べると見劣りするようになっていたため評判は好ましいものではなかった。1976年にTEE運用からは退き、その後はフランス国内の列車などに用いられた。1980年代には一部の客車が二等車に格下げ改造されている。1989年9月をもってフランス国内での運用を終え、1990年には24両がセネガルに譲渡された。
このほか、1978年に運行を始めたパリ - トゥールコワン間のTEE（フェデルブ、ガヤン、ヴァトー）も短期間ではあるが1950年代のステンレス客車（ミストラルのものとは異なる）を用いていた。

##### PBA客車
フランス国鉄とベルギー国鉄が共同で開発した車両で、1964年からパリ・ブリュッセル・アムステルダム(PBA)系統のTEEに用いられた。TEE専用車両として設計された初の客車である。車体はステンレス製で最高速度は160km/h。塗装はミストラル56形と同様である。内訳は以下の通り。記号はフランス国鉄・ベルギー国鉄における分類記号と1972年以降のUIC分類記号である。
- 一等開放座席車(A8s/A8tu) 11両 - ベルギー国鉄所属
- 一等コンパートメント車(A8myfi/A8u) 7両 - フランス国鉄所属
- 一等開放座席・バー合造車(A3Rmyfi/A3rtu) 4両 - フランス国鉄所属
- 一等開放座席・厨房合造車(A5smyfi/A5rtu) 7両 - フランス国鉄所属
- 荷物・電源車(A2Dsmfi/A2Dx) 7両 - フランス国鉄所属

専用の食堂車はなく、列車内の厨房から座席へのケータリングサービスが行なわれることになっていた。
1984年以降パリ・ブリュッセル・アムステルダム系統のTEEがインターシティやユーロシティに変更された際には、一部の車両が二等車に改造された。1996年のユーロシティ「エトワール・デュ・ノール」の廃止により運用を終えた。

##### ミストラル1969客車
1969年にミストラルに投入された客車で、「新ミストラル(Nouveau Mistral)」とも呼ばれる。基本的な設計はPBA形と同様であるが、PBA系統よりも乗車時間が長いことが想定されていたので食堂車が存在する。またミストラル専用に売店や理容室、秘書室を備えた「特別バー」車もあった。
1968年から1970年にかけて86両が製造され、フランス国内TEEのミストラル、リヨネ、ロダニアンのほか、パリ・ルール（パリ - ドルトムント）にも用いられた。1974年にはさらに36両が増備され、シザルパン（パリ - ミラノ）およびパリ - ブリュッセル系統の増発にあてられた。1974年製造分の開放座席車のうち5両はスイス連邦鉄道、6両はベルギー国鉄の所属である。パリ・ブリュッセル・アムステルダム系統ではPBA形と混結して用いられた。
車両の内訳は以下の通り。
- 一等開放座席車(A8tu) : 28両 + 11両（ベルギー国鉄、スイス国鉄所属）
- 一等コンパートメント車(A8u) : 27両 + 15両
- 特別バー車(Arux) : 4両 - ミストラル専用
- 食堂車(Vru) : 11両 + 2両
- 一等開放座席・バー合造車(A3rtu) : 2両 + 3両
- 一等開放座席・荷物・電源車(A5Dtux) : 14両 + 5両

1976年以降のリヨネ、ミストラルなどの廃止とともに、ミストラル69型はアルバレートやフランス国内の他方面への列車に転用された。1984年以降は一部が二等車に改造されている。1996年に営業運転を終え、1999年には44両がキューバに売却された。

##### グラン・コンフォール (Grand Confort)
1960年代にフランス国内の列車の高速化と居住性の向上を主な目的として開発された車両である。車内は1964年製のPBA形とほぼ同じであるが、窓やドアの断熱、防音性能が改善されている。最高速度は200km/h。車体は耐候性鋼製で、側面が曲面状になっているのが大きな特徴である。これは曲線部分の通過速度を上げるため車体傾斜機能を持たせようとしたためである。ただし車体傾斜機能そのものは、運用を想定されている路線では時間短縮効果が少なく割に合わないとして見送られた。
グラン・コンフォール客車は本来TEE用ではなく、1970年にエタンダール（パリ - ボルドー）で使用を始めた際にはこの列車はまだTEEではなかった。このため塗装はTEE標準色ではなく、灰色地に窓部分が赤帯の「グラン・コンフォール」塗装であった。1970年の冬ダイヤ改正から、グラン・コンフォール客車を用いるフランス国内列車をTEEに加えるようになり、まずル・キャピトール（パリ - トゥールーズ）が客車の更新とともにTEEとなった。その後パリを起点に南西（ボルドー、トゥールーズ）方面、東（ストラスブール）方面、西（ナント）方面のフランス国内TEEに用いられた。1973年になって窓の上にTRANS EUROP EXPRESSの文字も取りつけられた。
車両の内訳は以下の通り。
- 一等コンパートメント車(A8u) : 40両
- 一等開放座席車(A8tu) : 21両 + 13両（1973年以降増備）
- 食堂車(Vru) : 10両
- 一等開放座席・バー合造車(A3rtu) : 6両
- 一等開放座席・荷物・電源車(A4Dtux) : 13両

1981年以降、一部は二等車に改造されている。1989年のジュール・ヴェルヌ（パリ - ナント）の廃止とともにTEEでの運用を終え、その後は国内の一般列車やルクセンブルクへのユーロシティに用いられた。1999年に営業運転を終了している。

##### その他
1963年のブラバント（パリ - ブリュッセル）の新設や1964年のオワゾ・ブルー（同）の客車列車化の時点では、PBA形客車の製造が間に合わなかったことから、前世代の鋼製客車が一時的に用いられた。
ミストラルは1969年まで旧国際寝台車会社の食堂車（1928年製）とプルマン（サロン）車（1929年製、コート・ダジュール形）を連結していた。また同期間に用いられていた電源車は1927年製の旧パリ・オルレアン鉄道の車両である。
ル・キャピトールは1970年のTEE昇格時から1974年まで、一部1970年以前の客車（200km/h対応ではあるが空調設備はない）を連結していた。

#### 西ドイツ国鉄 TEE/IC客車

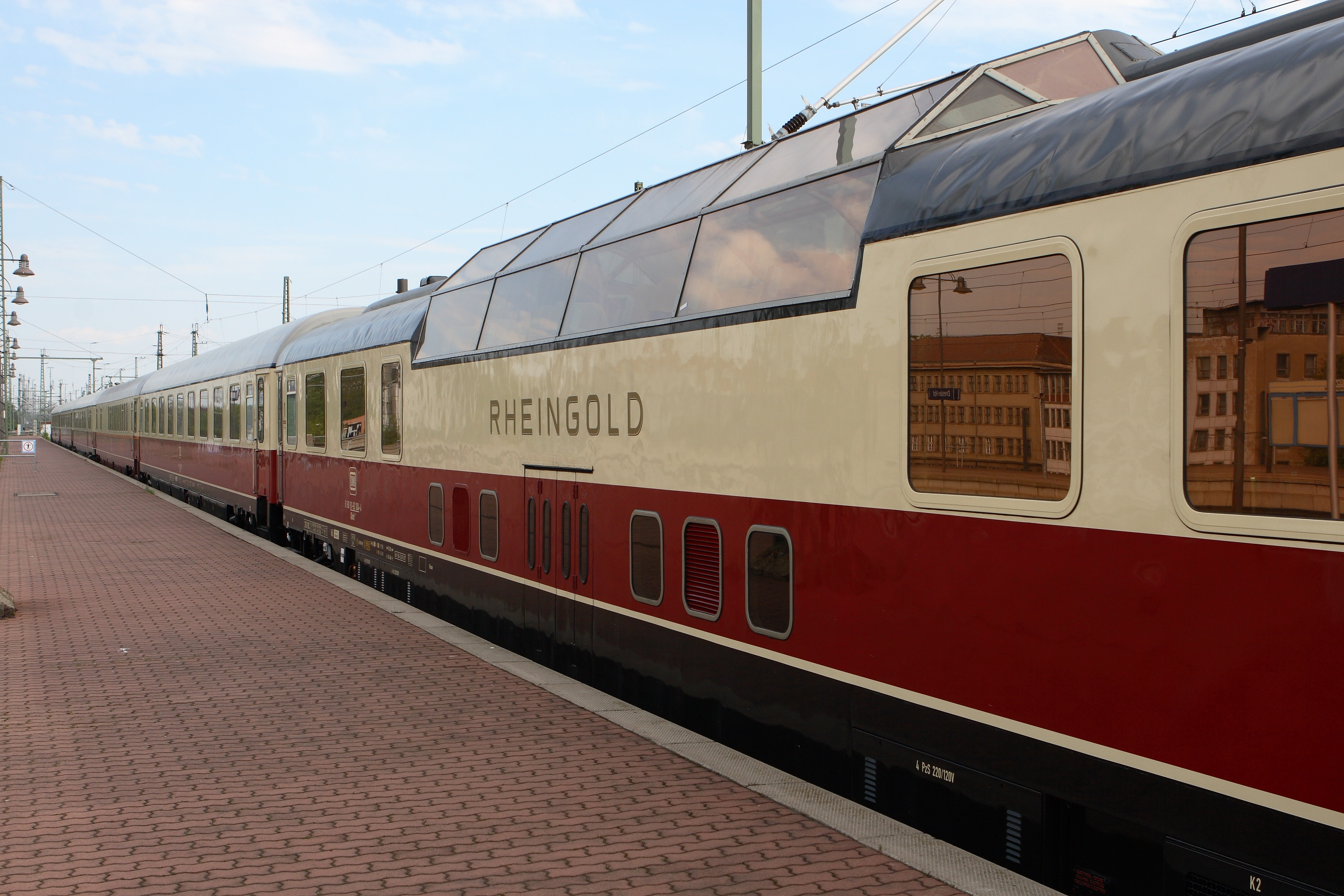
ラインゴルトの復元編成（2007年）

西ドイツのTEE用客車は1962年に当時はまだTEEではなかったラインゴルト、ラインプファイルに使用された車両が元になっている。車体はそれまでのドイツの優等列車用客車をもとに制定された国際鉄道連合のUIC-X規格に準拠している。最高速度は初期のものは160km/hであるが、1960年代後半以降に製造された車両は200km/h運転に対応している。
1965年からTEEにも用いられるようになった。ラインゴルト用客車はクリーム地に紫帯の塗装であったが、1965年以降TEE向けに製造された車両はクリーム地に赤のTEE標準色であり、ラインゴルトの客車も後にこの色に塗り替えられた。
車両の内訳は以下の通り。なお製造数にはTEE運用についたことのないものも含まれる。またここでは1980年に使われなくなった扉の配置を表す記号である"ü"は省略している。
| 種類                             | UIC分類記号・形式番号 | 製造開始年     | 製造数 | 備考                     |
| -------------------------------- | --------------------- | -------------- | ------ | ------------------------ |
| 一等コンパートメント車           | Avmh111 Avmz111       | 1962年         | 267    |                          |
| 一等コンパートメント車           | Avmz207               | 1977年         | 100    |                          |
| 一等開放座席車                   | Apmh121 Apmz121       | 1962年         | 100    |                          |
| 一等開放座席車                   | Apmz122               | 1975年         | 35     |                          |
| 一等展望車                       | ADmh101               | 1962年         | 5      |                          |
| 一等コンパートメント・バー合造車 | ARDmh105              | 1965年         | 11     |                          |
| 一等コンパートメント・バー合造車 | ARDmz106              | 1970年         | 3      |                          |
| 一等コンパートメント・バー合造車 | ARmz211               | 1971年         | 56     |                          |
| 一等コンパートメント・バー合造車 | ARmh217               | 1972年（改造） | 10     | 国内列車用車両からの改造 |
| 食堂車                           | WRmh131               | 1962年         | 5      |                          |
| 食堂車                           | WRmh132               | 1965年         | 27     |                          |
| 食堂車                           | WRmz135               | 1969年         | 36     | パンタグラフによる給電   |
| クラブ車                         | WGmh804               | 1982年（改造） | 3      | 国内列車用車両からの改造 |

ADmh101形展望車は中央部が二階建てとなっており、二階部分はドーム屋根の展望室である。1962年に製造された3両は車両側面には"RHEINGOLD"の文字が書かれていが、1963年製造分ではこの文字は"DEUTSCHE BUNDESBAHN"に置き換えられている。WRmh131形食堂車は厨房部分が二階建てとなっている。こちらの側面には"DSG"（ドイツ寝台車食堂車会社、旧ミトローパの西ドイツ側）の文字が書かれていたが、1967年に"TRANS EUROP EXPRESS"と改められている。この2形式はラインゴルトのほか、1973年までラインゴルトと途中駅で一部の車両を入れ替えていたラインプファイル、1973年以降ラインゴルトと共通の車両を用いていたエラスムスのみで用いられたが、最高速度は160km/hに限られており、1976年を最後に運用を外れた。WGmh804形「クラブ車」はラインゴルト専用であり、1983年以降ラインゴルトのミュンヘン方面編成に連結された。
1971年にインターシティの運行が始まると、TEEと同形式の客車がインターシティにも用いられるようになった。TEEにおける運用は1987年のラインゴルトの廃止とともに終わったものの、インターシティ・ユーロシティ用車両としては、改装を重ねながら新型の客車とともに用いられ続けている。ただしバー車は1990年代にインターシティには連結されなくなった。
ドーム形展望車は1976年にTEEで用いられなくなった後、改装されて観光列車「アプフェルプファイル(Apfelpfeil)」に用いられた。その後1981年にスイスの旅行会社「ライズビューロー・ミッテルスルガウ」に売却され、さらにそこから北ヨーロッパの企業に転売された。2005年には4両がドイツに里帰りし、1962年当時の塗装やTEE色に復元されて観光用に運行されている。残る1両は2007年現在スウェーデンで保存されている。
なお西ドイツ国鉄車のTEEには、多客期には1954年以来用いられている長距離列車用一等客車が増結されることもあった。

#### イタリア国鉄車

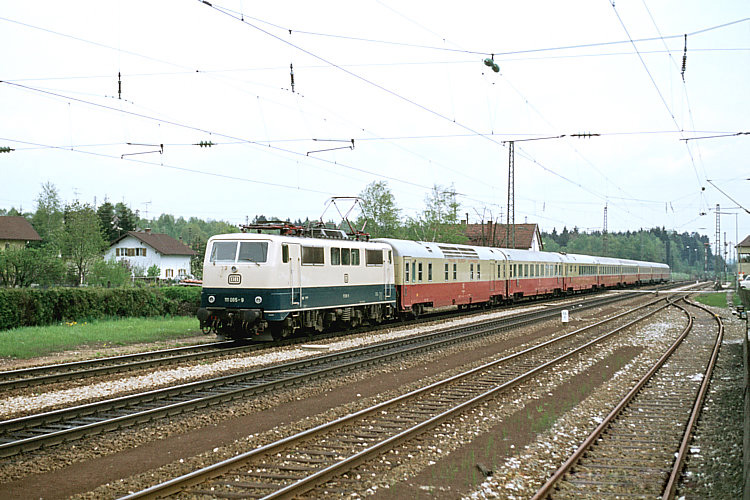
国際TEE客車（1977年、TEEメディオラヌム）

イタリアのTEE用客車は1972年に使用を開始した国際TEE用客車と、1973年から用いられている国内TEE用「グラン・コンフォルト(Gran Conforto)」客車の二種類が存在する。国際TEE用客車は荷物車が電源車を兼ねているのに対し、グラン・コンフォルト客車は架線から機関車経由で電力を得るため電源車はない。塗装も国際用がTEE標準色であるのに対し、グラン・コンフォルトはクリーム地に灰色と2本の細い赤帯という独自のものであった。
車両の内訳は以下の通り。ただしグラン・コンフォルトについては1987年までの製造数で、TEE運用に用いられていないものも含まれる。
| 種類                      | 国際TEE用 | 国際TEE用 | グラン・コンフォルト | グラン・コンフォルト |
| 種類                      | 製造開始  | 製造数    | 製造開始             | 製造数               |
| ------------------------- | --------- | --------- | -------------------- | -------------------- |
| 一等コンパートメント車(A) | 1972年    | 13        | 1973年               | 120                  |
| 一等開放座席車(As)        | 1972年    | 5         | 1973年               | 30                   |
| 食堂車(WR)                | 1972年    | 5         | 1973年               | 31                   |
| 荷物・電源車(Ds)          | 1972年    | 5         | -                    | -                    |
| 荷物車                    | -         | -         | 1976年               | 20                   |

他国のTEE用客車にみられる車内バーは存在しない。また国内TEE用の荷物車はUIC-X規格の荷物車をグラン・コンフォルト色に塗り替えたものが使われていたが、1976年以降専用の荷物車が製造された。
グラン・コンフォルト客車は1987年にTEEでの運用を終えた後も、一部を二等車に改造されて国内インターシティ用に用いられ続けた。1989年から1991年にかけても新世代のグラン・コンフォルト客車が製造されている。2007年時点でトレニタリアには約350両のグラン・コンフォルト客車が在籍する。塗装は白地に緑と青帯のXMPR色に改められている。

#### スペイン国鉄 Talgo III RD

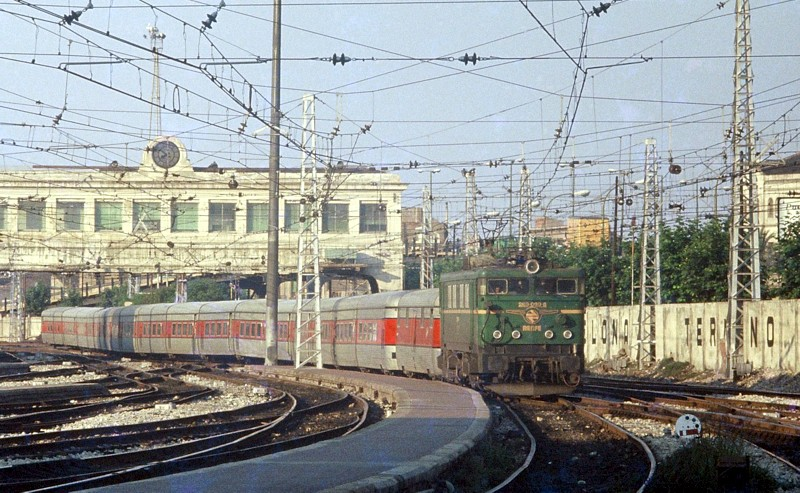
TEEカタラン・タルゴ（1981年）

スペイン国鉄の低床連接式客車タルゴの第3世代 Talgo III に、広軌のスペインと標準軌のフランス・スイスを直通するための軌間可変機構を持たせたものである。1969年以降カタラン・タルゴ（バルセロナ - ジュネーヴ）に用いられた。タルゴ特有の一軸連接台車を用いており、車体長はほかの客車の半分以下である。また連結器が標準的なものとは異なるため、牽引する機関車は専用の連結器を装着している必要がある。
車両の内訳は以下の通り。
- 一等開放座席車 : 35両
- バー・厨房車 : 4両
- 食堂車 : 7両
- 荷物・電源車 : 8両

1982年にカタラン・タルゴがインターシティ化されるとともに一部の客車が二等車に改造された。カタラン・タルゴはバルセロナ - モンペリエ間に短縮されて運行を続けているが、LGVペルピニャン・フィゲラス線の旅客営業が始まるとともに廃止される見込みである。

#### スイス国鉄の食堂車
チューリッヒ - ミュンヘン間のTEEバヴァリアは1971年の脱線事故以降、西ドイツ国鉄のTEE客車による列車となっていたが、この編成に含まれる食堂車はスイス国鉄の車両であった。この車両は元は1967年に製造された一般国際列車用の車両である。1972年には塗装を赤色からTEE色に改めている。1977年のバヴァリアの急行格下げ以降は、TEE色のまま他方面への国際列車にも使用された。

### 客車を牽引した主な電気機関車

#### CC40100型 （フランス国鉄） / 18型 （ベルギー国鉄）

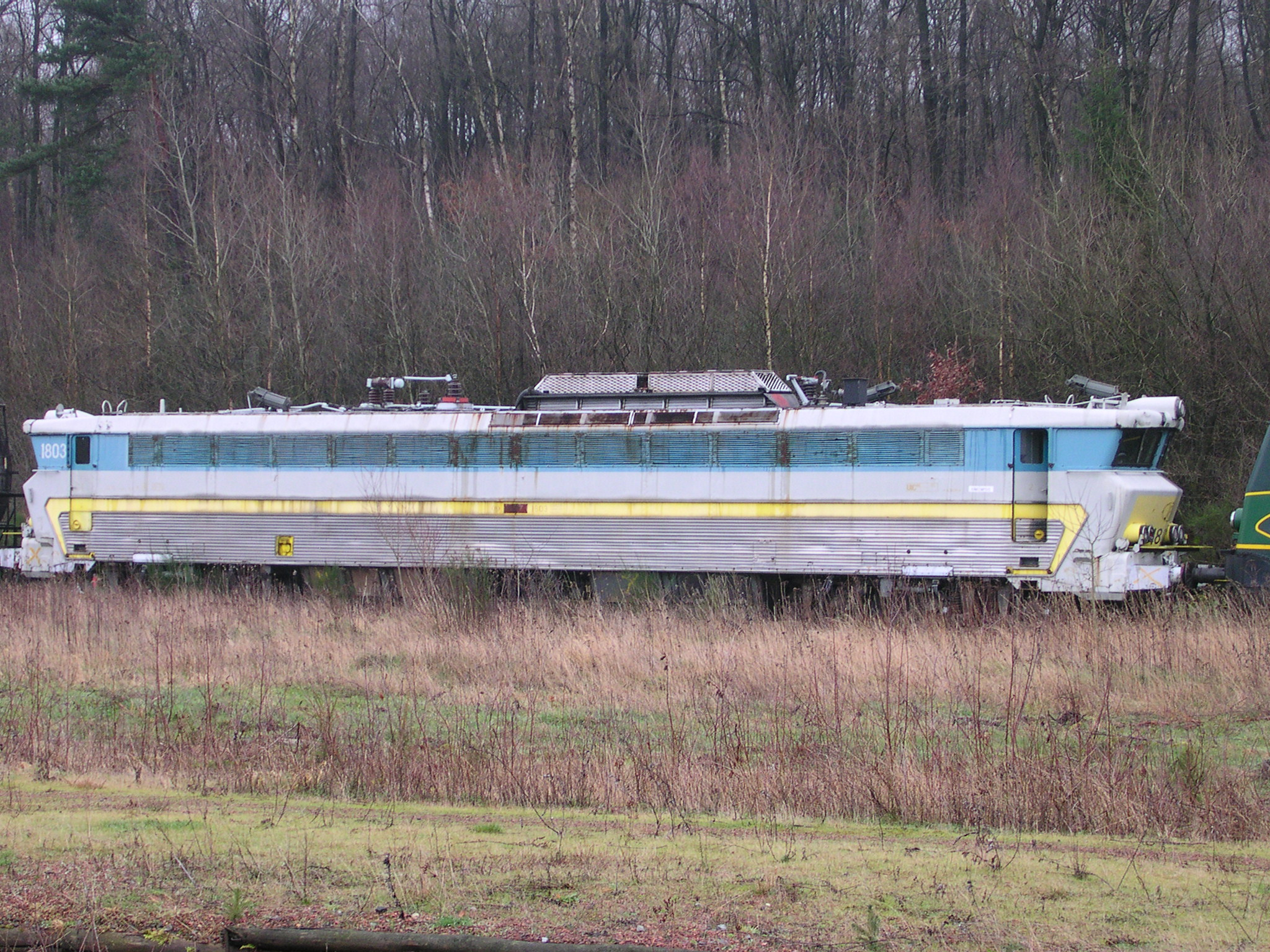
ベルギー国鉄18型

1964年から製造された、4電気方式のC-C機。客車と同じステンレス製のボディで統一美観を保っていた。出力3,850kW、最高速度240km/h。「オワゾ・ブルー」「イル＝ド＝フランス」「エトワール・デュ・ノール」等を牽引した。

#### CC6500型 （フランス国鉄）

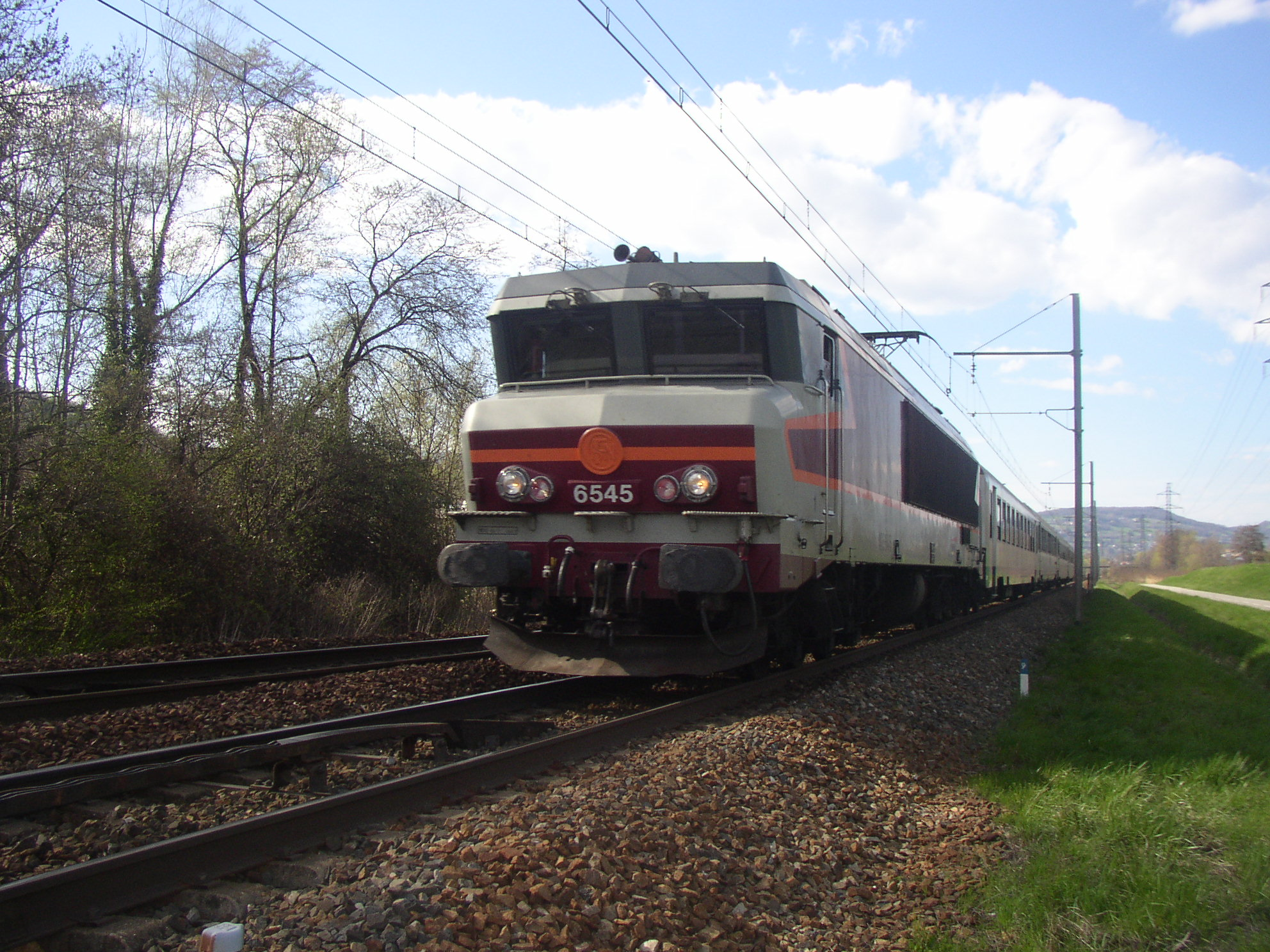
CC6500型

CC40100型とともにその前面形状から「ゲンコツ」と呼ばれた、直流専用のC-C機。2次形を除き最高速度200km/h。「ミストラル」「アキテーヌ」「キャピトール」等を牽引した。

#### E03型→103型 （西ドイツ国鉄）

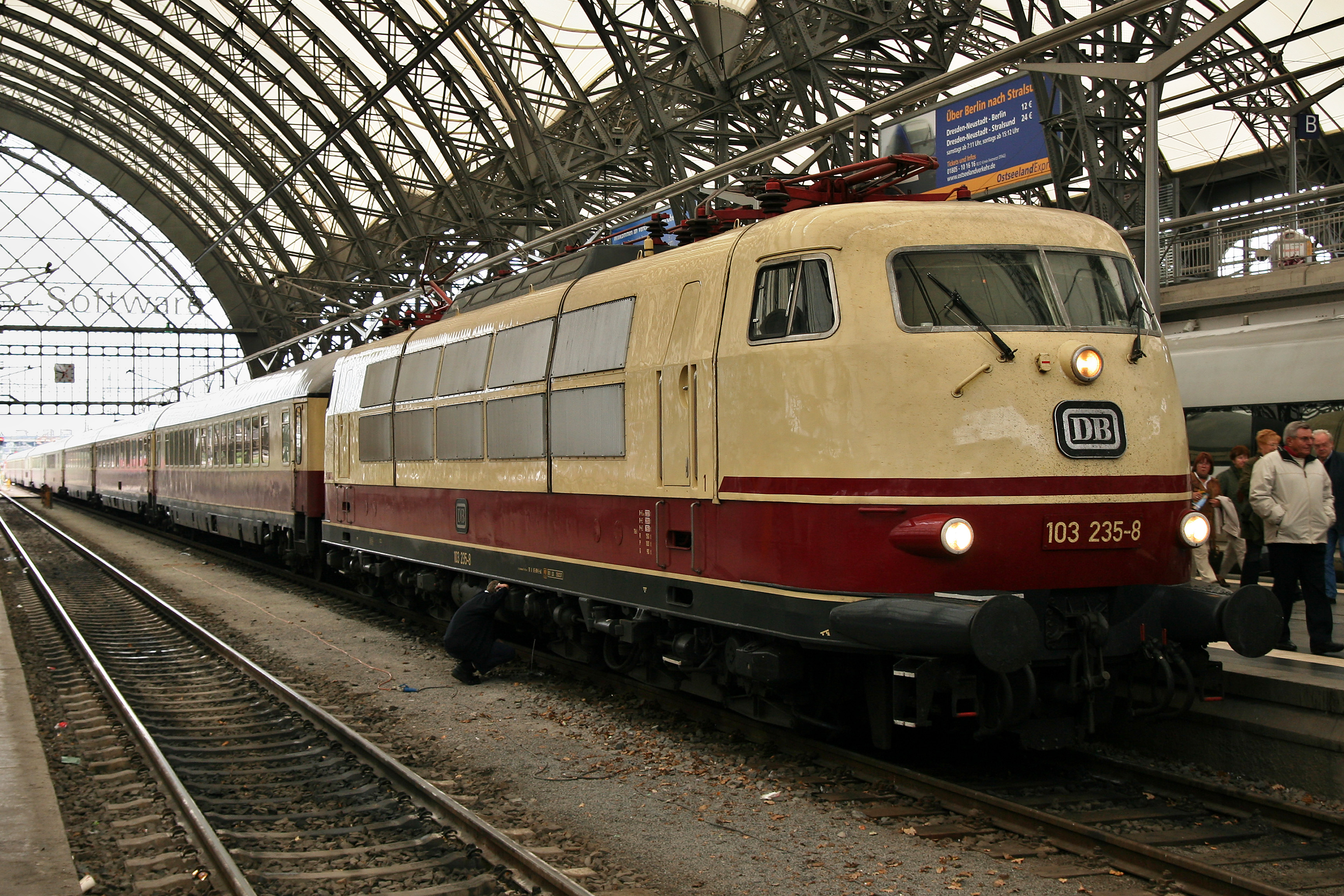
103型 旧標準塗色

1966年に製造を開始し、1970年から量産化されたドイツの代表的C-C機。出力7,440kW、最高速度200km/h。「ブラウエル・エンツィアン」に初めて使用された。「ラインゴルト」をはじめ西ドイツ担当のTEEの多くを牽引し、一部は塗り替えられて「ルフトハンザ・エアポート・エクスプレス」専用機となった。

#### Re 4/4I形 （スイス国鉄）

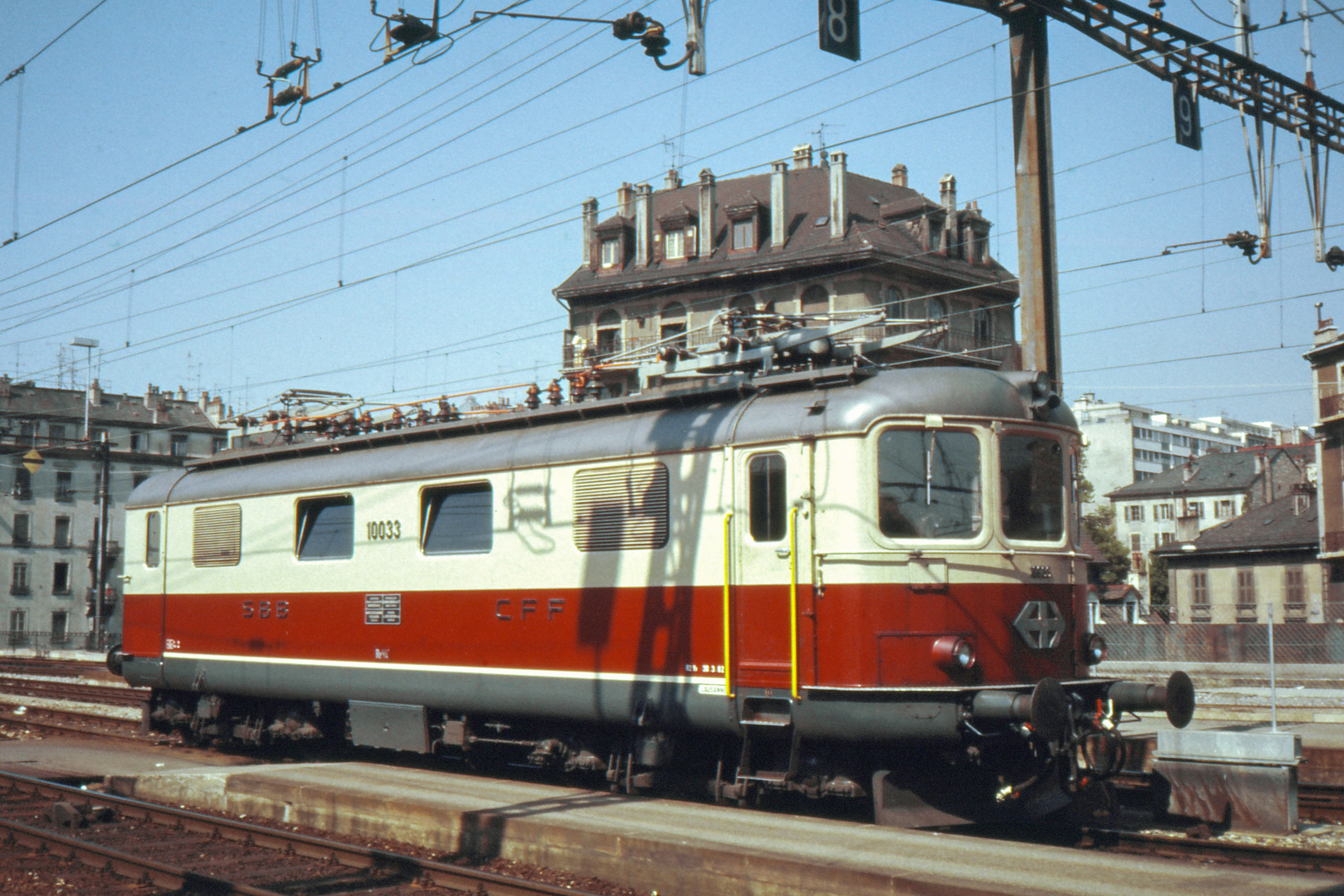
Re 4/4I形 10033号機 1982年

1946年から製造された小型のB-B機で最高速度は125km/h、当初は標準の濃緑色塗装、1972年以降は専用機がTEEカラーに塗装され使用された。スイスの食堂車を連結していた「バヴァリア」と短編成（3-4両）の「ラインゴルト」専用であった。TEE塗装機は10033、10034、10046、10050の4両（1950年 - 1951年製造）が在籍していたが、すでに引退。

#### Re 4/4II形→Re420形 （スイス国鉄）

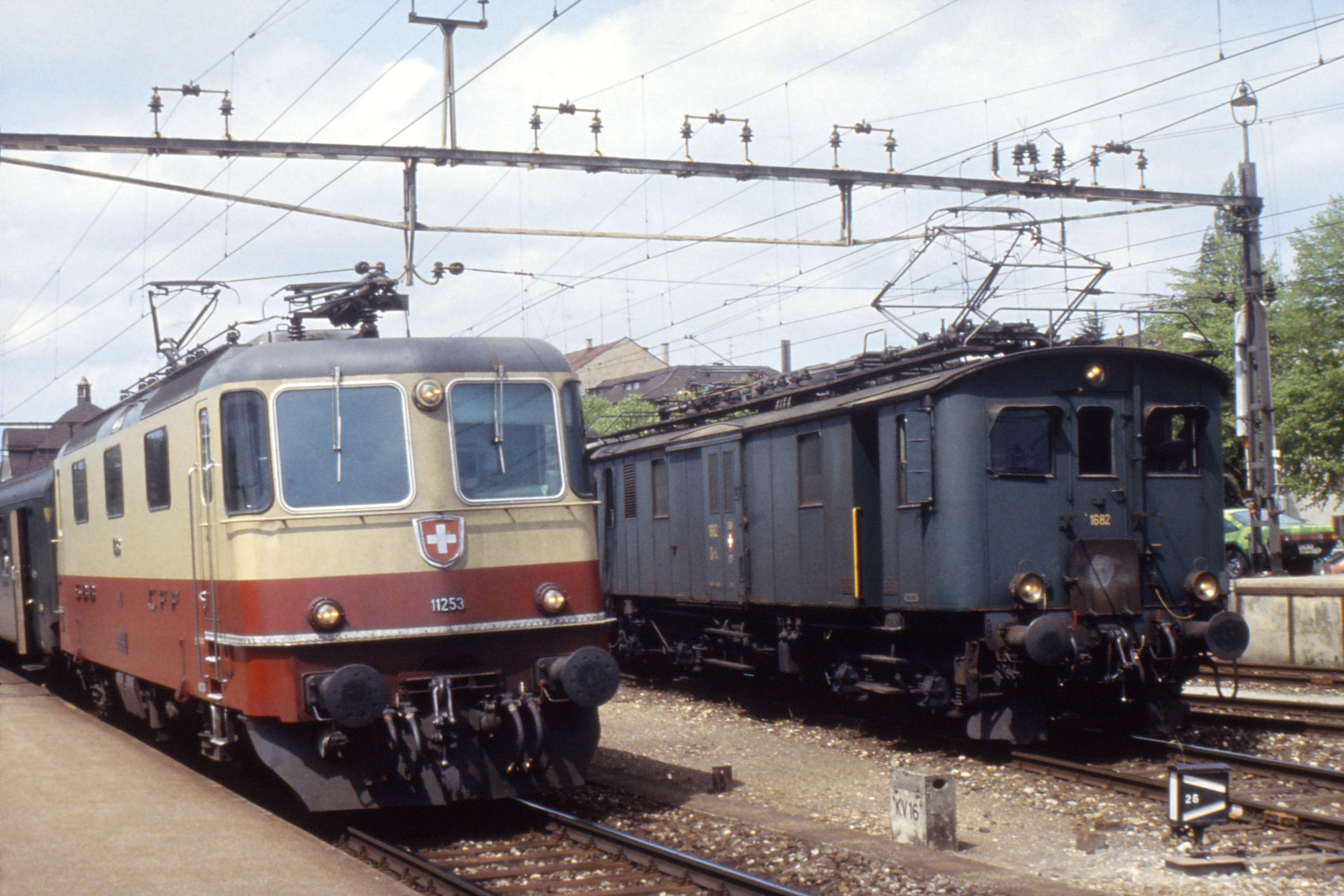
Re 4/4II形 11253号機 1983年

1963年から製造されたスイスの代表的電気機関車。14.8m、80tのB-B機ながら、4700kWの出力を誇り、クイル式駆動で回生制動付き。TEE塗装機は11158 - 11161、11249 - 11253の9両が在籍。最高速度140km/h。「ヘルヴェティア」「ローランド」「レマノ」「シザルパン」等を牽引したはか、ごく初期の「バヴァリア」もこの機関車が牽引していた。現在も汎用機として使用されている。

#### E444型 （イタリア国鉄）
イタリアのすべての客車TEE列車を牽引したB-B機。"Tartaruga"（亀）と愛称され、車体にも小さく空を飛ぶ亀の絵が描かれていた。1985年以降、高速新線走行用に大規模修繕工事が実施され車体デザインも大幅に変更された。この改造により最高速度は200km/hに向上した。

#### 269形（スペイン国鉄）
1973年より製造が開始された客貨両用のB-B機。WN駆動で、客車牽引時の最高速度は140 - 160 km/h。TEEを牽引した電気機関車のなかで唯一、設計および製造に日本の企業（三菱グループ）が関与しており、一部の車両は日本から輸出されている。専用のアダプター車両と共にカタラン・タルゴの牽引に用いられた。

### 保存車両

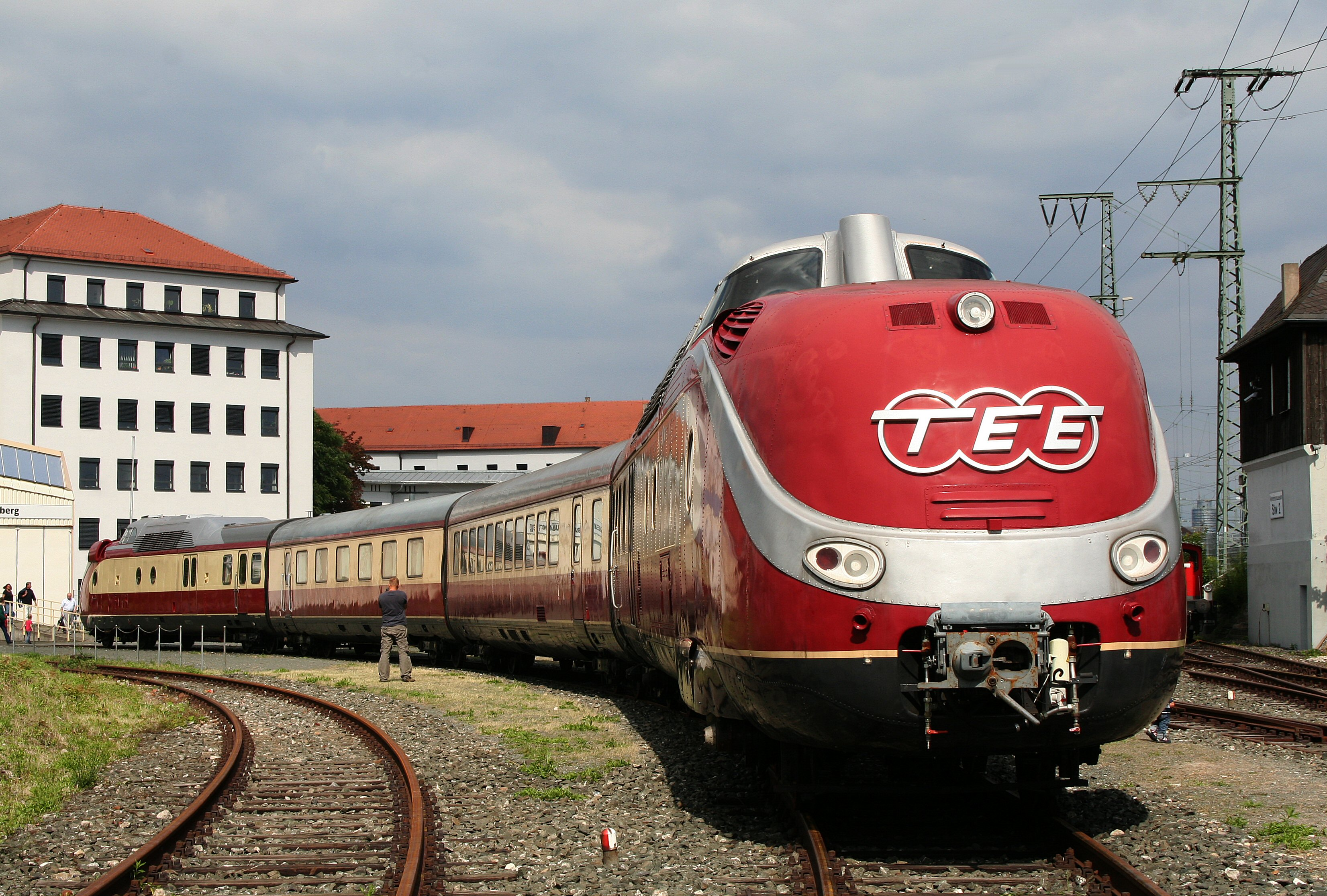
ニュルンベルクの保存車 (2010年)

現役時代に使用された主な車両のうち、ドイツ、イタリア、オランダの気動車は整備され保存されている。また、スイスのTEE電車は、動態保存でイベント列車に使用されている。イタリアのETR300型電車は1編成が動態保存されている。ドイツではVT602 003号車（旧形式名VT11.5）など4両が、ドイツの鉄道発祥の地のニュルンベルク中央駅のすぐ西にあるニュルンベルク交通博物館に静態保存されている。

## TEE列車一覧
TEEとして運行されていた列車は以下の通り。運行開始、終了はTEEとしての運行期間を示し、これ以前や以後にも別の種別の列車として存在していたものもある。経路は運行開始時のものであり、その後の変化については主要なもののみ記載している。また曜日などにより運休となったり運行区間を延長、短縮していた列車もある。
| 列車名                                                | 原語表記                  | 運行開始            | 運行終了            | 運行経路・備考 |
| ----------------------------------------------------- | ------------------------- | ------------------- | ------------------- | --- |
| アドリアティコ                                        | Adriatico                 | 1973/06/03          | 1987/05/30          | ミラノ - リミニ - バーリ - イタリア国内列車 |
| アルベルト・シュヴァイツァー                          | Albert Schweitzer         | 1980/06/01          | 1983/05/27          | ドルトムント - ケルン - マインツ - ストラスブール |
| アンブロシアーノ                                      | Ambrosiano                | 1974/05/26          | 1987/05/30          | ミラノ - ローマ - イタリア国内列車 |
| アキテーヌ                                            | Aquitaine                 | 1971/05/23          | 1984/05/30          | パリ（オステルリッツ駅） - ボルドー - フランス国内列車 |
| アルバレート （ラルバレート）                         | Arbalète (L'Arbalète)     | 1957/06/02          | 1979/05/26          | パリ（東駅） - ミュルーズ - バーゼル - チューリッヒ |
| アウロラ                                              | Aurora                    | 1974/05/26          | 1975/05/31          | ローマ - ナポリ - レッジョ・ディ・カラブリア - イタリア国内列車 |
| バッカス                                              | Bacchus                   | 1979/05/27          | 1980/05/30          | ドルトムント - ケルン - シュトゥットガルト - ミュンヘン - 西ドイツ国内列車 |
| バヴァリア                                            | Bavaria                   | 1969/09/28          | 1977/05/21          | チューリッヒ - リンダウ - ミュンヘン |
| ブラウエル・エンツィアン                              | Blauer Enzian             | 1965/05/30          | 1979/05/26          | ハンブルク＝アルトナ - ハノーファー - ヴュルツブルク - ミュンヘン - 1970年までは西ドイツ国内列車 - 1970年5月31日以降、ミュンヘンからローゼンハイム、ザルツブルク経由クラーゲンフルトまで延長（夏ダイヤ期間は毎日、冬ダイヤ期間は一部の日のみ）。また1970年12月18日から1973年6月3日まではローゼンハイムからツェル・アム・ゼーへも分岐。                                                                                               |
| ブラバント                                            | Brabant                   | 1963/05/26          | 1984/06/02          | パリ（北駅） - ブリュッセル（南駅） - 1963年8月31日まではパリ行の片道のみ |
| ル・キャピトール                                      | Le Capitole               | 1970/09/27          | 1984/09/30          | パリ（オステルリッツ駅） - リモージュ - トゥールーズ - フランス国内列車 - 朝夕の2往復。1982年5月23日以降は一往復。 |
| カタラン・タルゴ                                      | Catalán Talgo             | 1969/06/01          | 1982/05/22          | バルセロナ - モンペリエ - アヴィニョン - ヴァランス - シャンベリ - ジュネーヴ - 1975年9月28日以降ヴァランス - ジュネーヴ間はリヨン経由に変更。 |
| シザルパン                                            | Cisalpin                  | 1961/07/01          | 1984/01/21          | パリ（リヨン駅） - ローザンヌ - ミラノ - 1974年05月26日から1979年09月29日まで、夏ダイヤ期間のみパリ - ミラノ - ヴェネツィア間に延長。 |
| コロッセウム                                          | Colloseum                 | 1984/06/03 （改名） | 1987/05/30          | ミラノ - ローマ - 「セッテベロ」から改名 - イタリア国内列車 |
| キクヌス                                              | Cycnus                    | 1973/09/30          | 1978/05/27          | ミラノ - ジェノヴァ - ヴェンティミーリア - イタリア国内列車 |
| ディアマント （初代）                                 | Diamant                   | 1965/05/30          | 1976/05/29          | アントウェルペン - ブリュッセル（北駅） - ケルン - ドルトムント - 1966年5月22日 : ブリュッセル（南駅） - ドルトムントに経路変更。 - 1968年9月29日 : ブリュッセル - ケルン間に短縮。 - 1970年5月31日 : ブリュッセル - ケルン - ハノーファー間に延長。 - 1973年6月3日 : ブリュッセル - ケルン間に再度短縮。 |
| ディアマント （2代目）                                | Diamant                   | 1979/05/27          | 1981/05/27          | ハンブルク＝アルトナ - ハノーファー - ヴュルツブルク - ミュンヘン - 西ドイツ国内列車 |
| エーデルヴァイス （エデルヴィス、レデルヴィス）       | Edelweiss (L'Edelweiss)   | 1957/06/02          | 1979/05/26          | アムステルダム - ブリュッセル（北駅） - ルクセンブルク市 - ストラスブール - バーゼル - チューリッヒ - 1974年5月26日: ブリュッセル（南駅） - チューリッヒに経路変更。 |
| エラスムス                                            | Erasmus                   | 1973/06/03          | 1980/05/31          | デン・ハーグ（HS駅） - ユトレヒト - ケルン - マインツ - フランクフルト・アム・マイン - ミュンヘン - 1976年5月30日 : デン・ハーグ（中央駅） - ユトレヒト - マインツ - シュトゥットガルト - ミュンヘンに経路変更 - 1979年5月27日 : アムステルダム - ユトレヒト - マインツ - フランクフルトに経路変更。 |
| エタンダール （レタンダール）                         | L'Étendard                | 1971/09/26          | 1984/05/30          | パリ（オステルリッツ駅） - ボルドー - フランス国内列車 - 1973年6月3日から1975年9月27日までボルドーからアンダイエ経由イルンまで延長。パリ行列車はアンダイエ始発。 |
| エトワール・デュ・ノール （レトワール・デュ・ノール） | L'Étoile du Nord          | 1957/06/02          | 1984/06/02          | パリ（北駅） - ブリュッセル - アムステルダム |
| フェデルブ                                            | Faidherbe                 | 1978/10/01          | 1991/05/31          | パリ（北駅） - リール - トゥールコワン - フランス国内列車 - 1990年9月29日以降はパリ行の片道のみ。 |
| フリードリヒ・シラー                                  | Friedrich Schiller        | 1979/05/27          | 1982/05/19          | ドルトムント - ケルン - マインツ - シュトゥットガルト - 西ドイツ国内列車 |
| ガンブリヌス                                          | Gambrinus                 | 1978/05/28          | 1983/05/28          | ハンブルク＝アルトナ - ケルン - シュトゥットガルト - ミュンヘン - 西ドイツ国内列車 - 1980年9月28日 : ブレーメン - シュトゥットガルト間に短縮。 - 1981年5月31日 : ミュンスター - シュトゥットガルト間に短縮。 - 1982年5月23日 : ドルトムント - シュトゥットガルト間に運行区間を変更。 |
| ガヤン                                                | Gayant                    | 1978/10/01          | 1986/05/30          | パリ（北駅） - リール - トゥールコワン - フランス国内列車 - 1983年9月24日以降はパリ行の片道のみ。 |
| ゲーテ （初代）                                       | Goethe                    | 1970/05/31          | 1975/05/31          | パリ（東駅） - ザールブリュッケン - フランクフルト・アム・マイン |
| ゲーテ （2代目）                                      | Goethe                    | 1979/05/27          | 1983/05/27          | ドルトムント - デュッセルドルフ - ケルン - フランクフルト・アム・マイン - 西ドイツ国内列車 - 1982年9月26日 : デュッセルドルフ - フランクフルト間に短縮。 |
| ゴッタルド                                            | Gottardo                  | 1961/07/01          | 1988/09/24          | チューリッヒ（中央駅） - ミラノ - 1965年5月30日から1982年5月22日まではチューリッヒからバーゼルまで延長。ただし1969年6月1日以降はスイス方面行列車はチューリッヒが終点。 - 1974年から1979年までは夏ダイヤ期間のみミラノからジェノヴァまで延長。 - 1987年5月31日以降はチューリッヒ空港 - チューリッヒ中央駅 - ミラノ間。 |
| ハインリッヒ・ハイネ                                  | Heinrich Heine            | 1979/05/27          | 1983/05/27          | ドルトムント - ケルン - フランクフルト・アム・マイン - 西ドイツ国内列車 - 1982年9月26日以降は週一往復のみ運転。 |
| ヘルヴェティア                                        | Helvetia                  | 1957/06/02          | 1979/05/26          | ハンブルク＝アルトナ - ハノーファー - フランクフルト・アム・マイン - バーゼル - チューリッヒ |
| イル・ド・フランス （リル・ド・フランス）             | L'Ile de France           | 1957/06/02          | 1987/05/30          | パリ（北駅） - ブリュッセル - アムステルダム - 1984年6月3日 : パリ - ブリュッセル（南駅）間に短縮。 |
| イリス                                                | Iris                      | 1974/05/26          | 1981/05/30          | ブリュッセル（南駅） - ルクセンブルク市 - ストラスブール - バーゼル - チューリッヒ |
| ジュール・ヴェルヌ                                    | Jules Verne               | 1980/09/28          | 1989/09/22          | パリ（モンパルナス駅） - ナント - フランス国内列車 |
| クレベール                                            | Kléber                    | 1971/05/23          | 1989/05/27          | パリ（東駅） - ストラスブール - フランス国内列車 |
| レマノ                                                | Lemano                    | 1958/06/01          | 1982/05/22          | ジュネーヴ - ローザンヌ - ミラノ |
| リーグレ （リギュール）                               | Ligure                    | 1957/08/12          | 1982/05/22          | マルセイユ - ニース - ヴェンティミーリア - ミラノ - 1969年6月1日 : アヴィニョン - マルセイユ - ミラノ間に延長。 |
| リヨネ                                                | Le Lyonais                | 1969/02/09          | 1976/09/25          | パリ（リヨン駅） - リヨン - フランス国内列車 |
| メディオラヌム                                        | Mediolanum                | 1957/10/15          | 1984/06/02          | ミュンヘン - インスブルック - ミラノ |
| メムリンク                                            | Memling                   | 1974/09/29          | 1984/05/30          | パリ（北駅） - ブリュッセル（南駅） |
| メルクール                                            | Merkur                    | 1974/05/26          | 1978/05/27          | シュトゥットガルト - ケルン - ハンブルク（中央駅） -（渡り鳥コース）- コペンハーゲン、ハンブルク中央駅 - ハンブルク＝アルトナ駅 |
| ル・ミストラル （ミストラル）                         | Le Mistral                | 1965/05/30          | 1981/09/26          | パリ（リヨン駅） - リヨン - マルセイユ - ニース - フランス国内列車 |
| モン・スニ                                            | Le Mont Cenis             | 1957/06/02          | 1972/09/30          | リヨン - シャンベリ - トリノ - ミラノ |
| モリエール                                            | Molière                   | 1973/06/03 （改名） | 1979/05/25          | パリ（北駅） - リエージュ - ケルン - デュッセルドルフ - 「パリ・ルール」から改名 - 1975年6月1日 : パリ - ケルン間に短縮。 |
| オワゾ・ブルー （ロワゾ・ブルー）                     | L'Oiseau Bleu             | 1957/06/02          | 1984/06/02          | パリ（北駅） - ブリュッセル（南駅） - 1965年5月28日: パリ北駅 - ブリュッセル北駅間に延長。 |
| パリ-ルール                                           | Paris-Ruhr                | 1957/06/02          | 1973/06/02 （改名） | パリ（北駅） - リエージュ - ケルン - デュッセルドルフ - ドルトムント - 1971年9月26日 : パリ - デュッセルドルフ間に短縮。 - 1973年6月3日 : 「モリエール」と改名 |
| パルジファル                                          | Parsifal                  | 1957/10/03          | 1979/05/26          | パリ（北駅） - リエージュ - ケルン - デュッセルドルフ - ドルトムント - 1959年5月31日 : パリ - デュッセルドルフ間に短縮。 - 1960年5月29日 : パリ - デュッセルドルフ - ハンブルク＝アルトナ間に延長。 |
| プリンツ・オイゲン                                    | Prinz Eugen               | 1971/09/26          | 1978/05/27          | ブレーメン - ハノーファー - ゲッティンゲン - ヴュルツブルク - パッサウ - リンツ - ウィーン - 1976年5月30日 : ハノーファー - ケルン - フランクフルト・アム・マイン - ヴュルツブルク - ウィーン間に経路変更。 |
| レンブラント                                          | Rembrandt                 | 1967/05/28          | 1983/05/27          | アムステルダム - ケルン - シュトゥットガルト - ミュンヘン - 1980年6月1日 : アムステルダム - シュトゥットガルト間に短縮。 |
| ラインゴルト                                          | Rheingold                 | 1965/05/30          | 1987/05/30          | フーク・ファン・ホラント - ユトレヒト、アムステルダム - ユトレヒト - デュースブルク - ケルン - マインツ - マンハイム - バーゼル - ジュネーヴ - フーク・ファン・ホラントへの分岐は1979年5月27日廃止。 - 1982年5月23日 : アムステルダム - バーゼル間に短縮。 - 1983年5月29日以降、マンハイムからシュトゥットガルト経由ミュンヘンまで分岐。1985年6月2日からは分割地点をマインツに変更。また夏ダイヤ期間にはさらにザルツブルクまで延長。 |
| ライン・マイン                                        | Rhein-Main                | 1957/06/02          | 1972/05/27 （改名） | アムステルダム - ケルン - ボン - フランクフルト・アム・マイン - 1971年9月26日 : アムステルダム発列車はボン終点に短縮。 - 1972年5月28日 : 「ヴァン・ベートーヴェン」と改名 |
| ラインプファイル                                      | Rheinpfeil                | 1965/05/30          | 1971/09/25          | ドルトムント - デュースブルク - ケルン - フランクフルト・アム・マイン - ミュンヘン - 西ドイツ国内列車 |
| ローラント                                            | Roland                    | 1969/06/01          | 1980/05/30          | ブレーメン - ハノーファー - フランクフルト・アム・マイン - バーゼル - ミラノ - 1979年5月27日 : ブレーメン - フランクフルト - シュトゥットガルト間に経路を変更、西ドイツ国内列車となる。 |
| ルーベンス                                            | Rubens                    | 1974/09/29          | 1987/05/30          | パリ（北駅） - ブリュッセル（南駅） |
| ロダニアン                                            | Le Rhodanien              | 1971/05/23          | 1978/09/29          | パリ（リヨン駅） - リヨン - マルセイユ - フランス国内列車 |
| サフィール                                            | Saphir                    | 1957/06/02          | 1979/05/26          | オーステンデ - ブリュッセル - ケルン - ドルトムント - 1958年6月1日 : オーステンデ - ケルン - フランクフルト・アム・マイン間に変更。 - 1966年5月22日 : ブリュッセル（南駅） - フランクフルト間に短縮。 - 1971年9月26日からブリュッセル行列車はニュルンベルク始発に延長。ただし1978年5月28日以降はニュルンベルク - フランクフルト間はTEE扱いではない。                                                                                 |
| セッテベロ                                            | Settebello                | 1974/05/26          | 1984/06/02 （改名） | ミラノ - ローマ - イタリア国内列車 - 1984年6月3日: 「コロッセウム」と改名 |
| スタニスラス                                          | Stanislas                 | 1971/09/26          | 1982/09/25          | パリ（東駅） - ストラスブール - フランス国内列車 |
| ティチーノ                                            | Ticino                    | 1961/07/01          | 1974/05/25          | チューリッヒ - ミラノ |
| ヴァン・ベートーヴェン                                | Van Beethoven             | 1972/05/28 （改名） | 1979/05/26          | アムステルダム - ケルン - ボン - フランクフルト・アム・マイン - 「ライン・マイン」から改名、アムステルダム発列車はボン終点 - 1976年5月30日からアムステルダム発列車はフランクフルト経由ニュルンベルクまで延長。ただし1978年5月28日以降フランクフルト - ニュルンベルク間はTEE扱いではなくなる。 |
| ヴェスヴィオ                                          | Vesuvio                   | 1973/09/30          | 1987/05/30          | ミラノ - ローマ - ナポリ - イタリア国内列車 |
| ヴァトー                                              | Watteau                   | 1978/10/02          | 1991/05/31          | パリ（北駅） - リール - トゥールコワン - フランス国内列車 - 1990年9月29日以降はトゥールコワン行の片道のみ。 |
| ルフトハンザ・エアポート・エクスプレス                | Lufthansa Airport Express | 1982/03/28          | 1993/05/22          | フランクフルト空港 - ボン - ケルン - デュッセルドルフ - 一日4往復運転。正規のTEEではない。ルフトハンザ・エアポート・エクスプレスも参照の事。 |
| ブラバント （一二等）                                 | Brabant                   | 1993/05/23          | 1995/01/22          | パリ（北駅） - ブリュッセル（南駅） - 二等車を含む。 |
| イル・ド・フランス （一二等）                         | L'Ile de France           | 1993/05/23          | 1995/05/26          | パリ（北駅） - ブリュッセル（南駅） - 二等車を含む。 - 1995年1月23日以降はブリュッセル行の片道のみ。 |
| ルーベンス （一二等）                                 | Rubens                    | 1993/05/23          | 1995/01/22          | パリ（北駅） - ブリュッセル（南駅） - 二等車を含む。 |
| ヴァトー （一二等）                                   | Watteau                   | 1993/05/23          | 1995/05/26          | パリ（北駅） - ブリュッセル（南駅） - 二等車を含む。 - 1995年1月23日以降はパリ行の片道のみ。 |